# Оахака (штат)
Оаха́ка (исп. Oaxaca МФА: [wɑˈhɑkɑ]о файле (от аст. Huāxyacac [waːʃ.ˈja.kak]). Официальное название Свобо́дный и Сувере́нный Штат Оаха́ка (исп. Estado Libre y Soberano de Oaxaca), назван по своему крупнейшему городу — один из 31 штата Мексики. Расположен в южной части страны, к западу от перешейка Теуантепек.

## Этимология
По мнению мексиканского лингвиста Х. М. Брадомина, топоним происходит от ацтекского Huāxyacac — «на кончике акации» (huaxin — «акация», yacatl — «кончик», -ca — предлог «на»).

## География

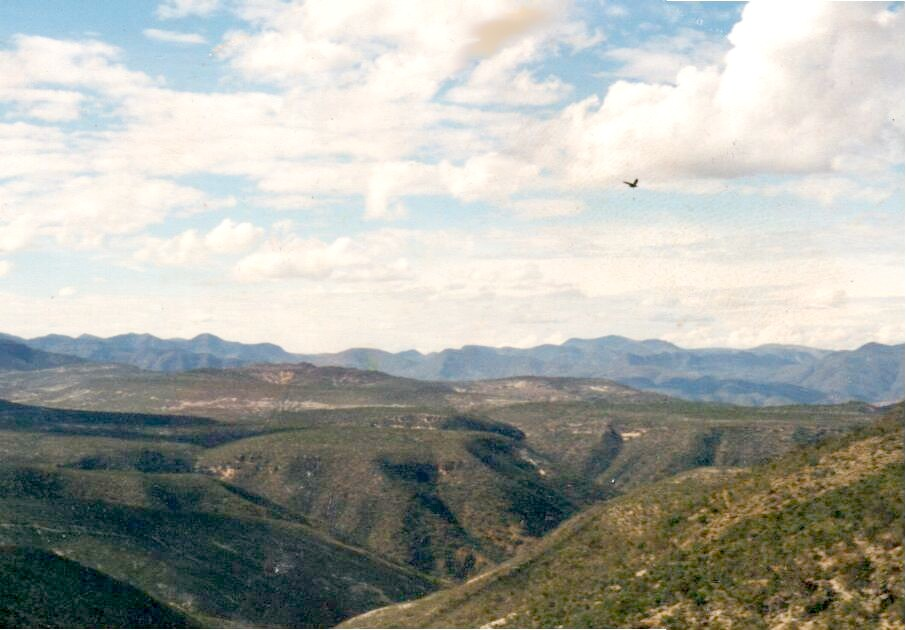
Регион Сьерра-Миштека

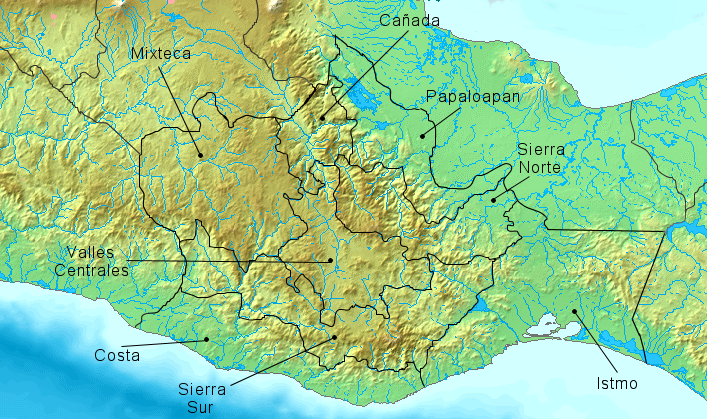
Физико-географические регионы Оахаки

Расположен в южной части страны, граничит со штатами Пуэбла, Веракрус, Чьяпас и Герреро, омывается Тихим океаном. Площадь штата — 95 364 км², что составляет около 5 % от площади Мексики. Высота колеблется от уровня моря до 3759 м над уровнем моря. Длина береговой линии составляет 533 км и включает в себя 9 основных заливов.
Территория штата главным образом гориста и сформирована схождением Сьерра-Мадре-дель-Сур, Сьерра-Мадре-де-Оахака и Сьерра-Атравесада, которые образуют здесь Комплекс Оахака (Complejo Oaxaqueño). Сьерра-Мадре-дель-Сур тянется вдоль побережья, имеет среднюю ширину 150 км и высоту в 2000 м (отдельные вершины достигают более 2500 м).
Мадре-де-Оахака идёт с северо-запада на юго-восток от границ со штатами Пуэбла и Веракрус. Местные названия для разных частей этого хребта включают: Сьерра-де-Тамасулапан, Сьерра-де-Ночиштлан, Сьерра-де-Уаутла, Сьерра-де-Хуарес, Сьерра-де-Иштан и другие. Средняя высота составляет 2500 м, отдельные вершины достигают более 3000 м, средняя ширина — около 75 км.
Сьерра-Атравесада служит продолжением Сьерра-Мадре-де-Чьяпас. Этот хребет значительно ниже двух других, средняя высота составляет лишь 600 м. Расположен главным образом в округе Хучитан, тянется с востока на запад.
Наиболее значительные долины штата, Центральные долины, расположены от округа Этла до округа Миахуатлан, включают в себя столицу штата, город Оахака. Другие долины довольно узки, менее значительны по площади и менее густонаселенны.
Из-за горного рельефа в штате нет судоходных рек, однако довольно много маленьких речек. По территории Оахака проходит водораздел, так что реки впадают как в Тихий океан, так и в Мексиканский залив. Бассейн залива представлен крупными реками Папалоапан, Коацакоалкос и их притоками. 3 крупнейшие реки, впадающие в Тихий океан: Миштеко, Атойяс и Теуантепек.
Климат штата — тропический, зависит от высоты над уровнем моря.

### Природа

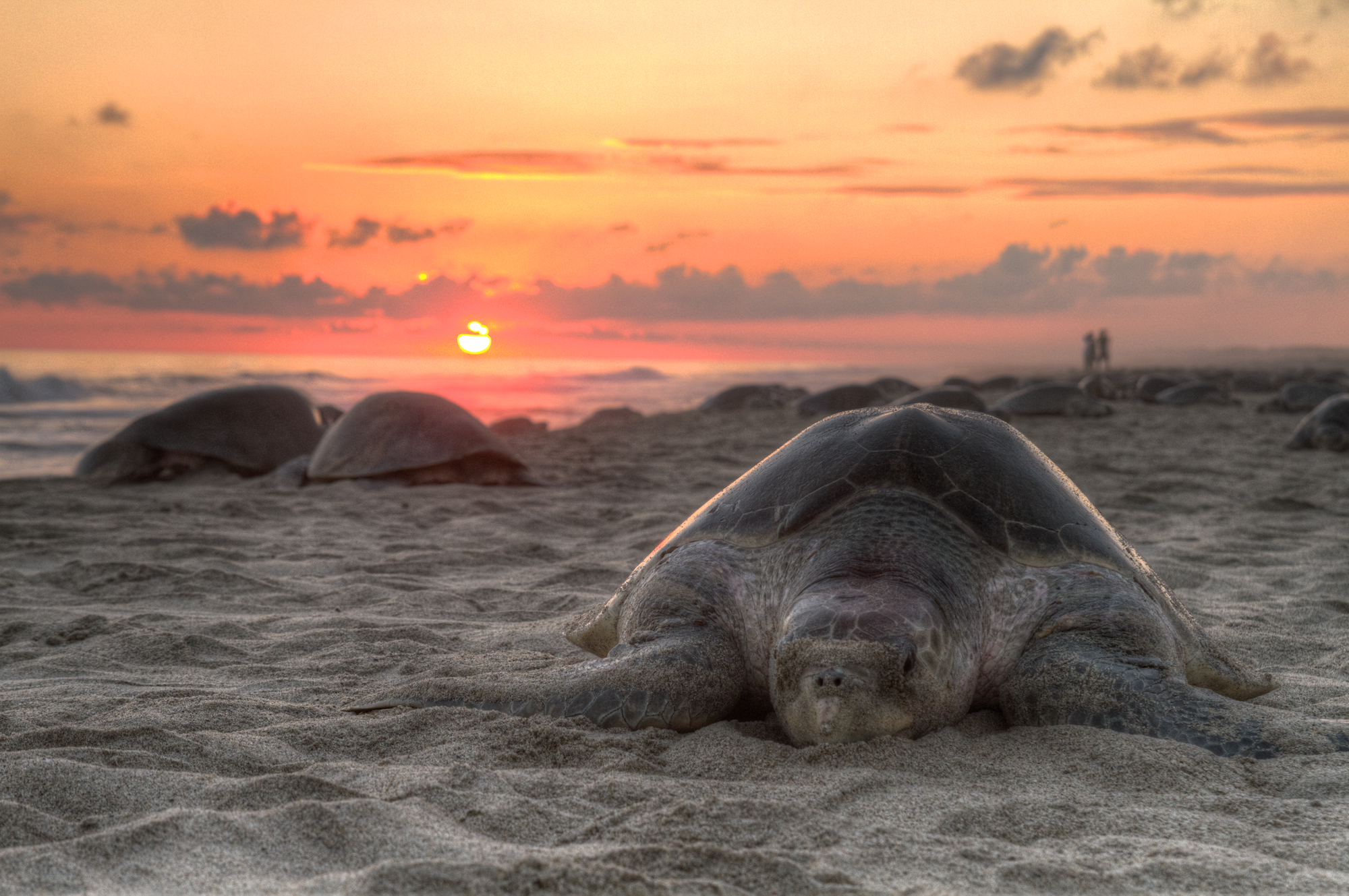
Оливковые черепахи вышли из Тихого океана, чтобы отложить яйца на пляже Эскобийя (Escobilla)

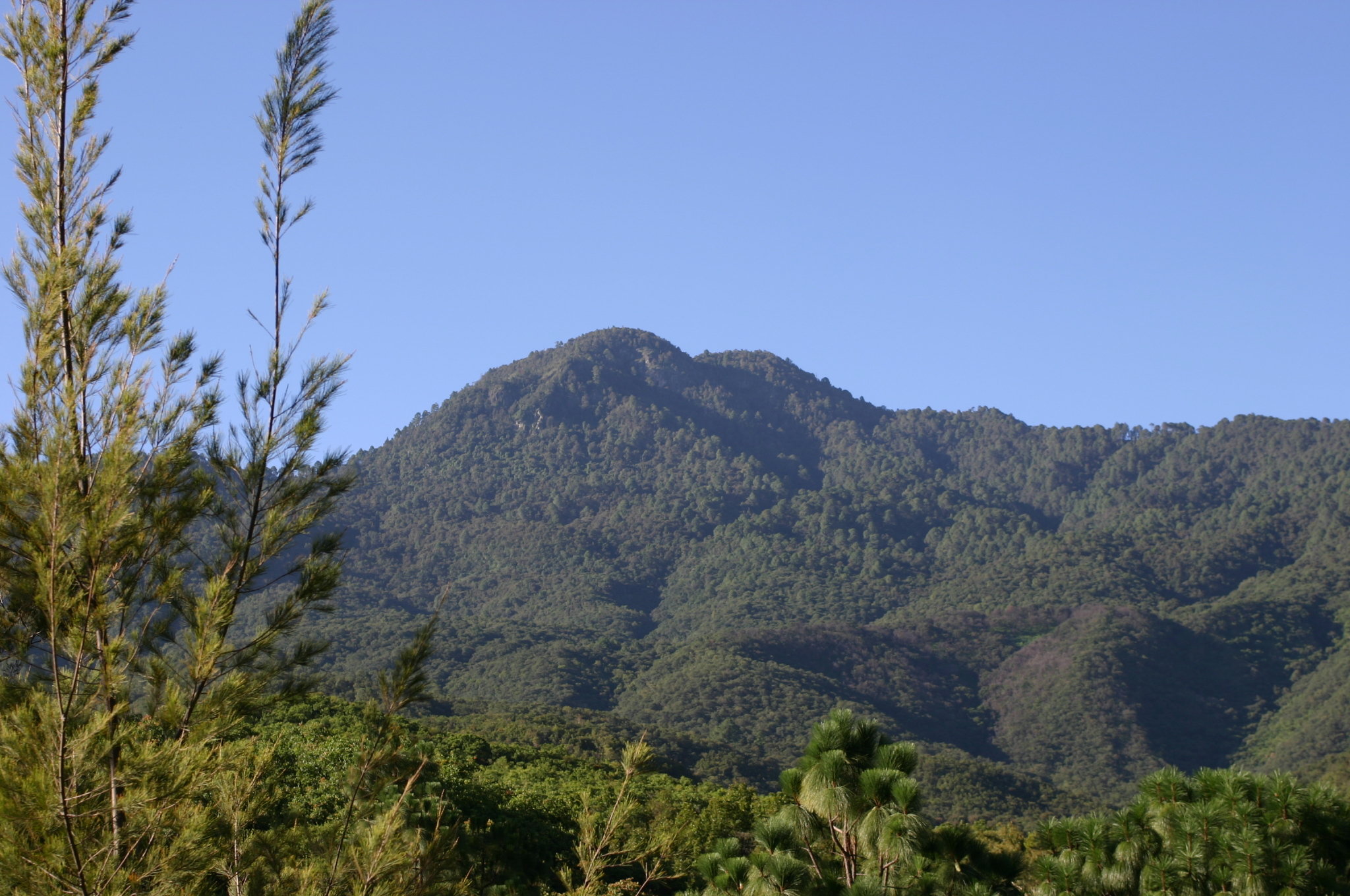
Серро-де-Сан-Филипе, национальный парк Бенито-Хуарес

Оахака отличается наибольшим в стране биоразнообразием. Здесь обнаружено более 8400 видов растений, 738 видов птиц и 1431 вид наземных позвоночных. На территории штата обитает 245 видов рептилий из 808, отмеченных в Мексике, а также самое большое в стране количество видов амфибий — 133. Здесь встречается 122 вида пресноводных рыб и 190 видов млекопитающих.
В штате расположены 7 официальных природоохранных территорий, в том числе — Национальный парк Бенито-Хуарес в регионе Валлес-Сентралес. Национальный парк Лагунас-де-Чакауа создан в 1937 году, расположен в 54 км к западу от города Пуэрто-Эскондидо, вблизи деревни Сапоталито. Занимает площадь 132,74 км², 30 км² из которых занимают разные лагуны.

## История

### Доиспанский период

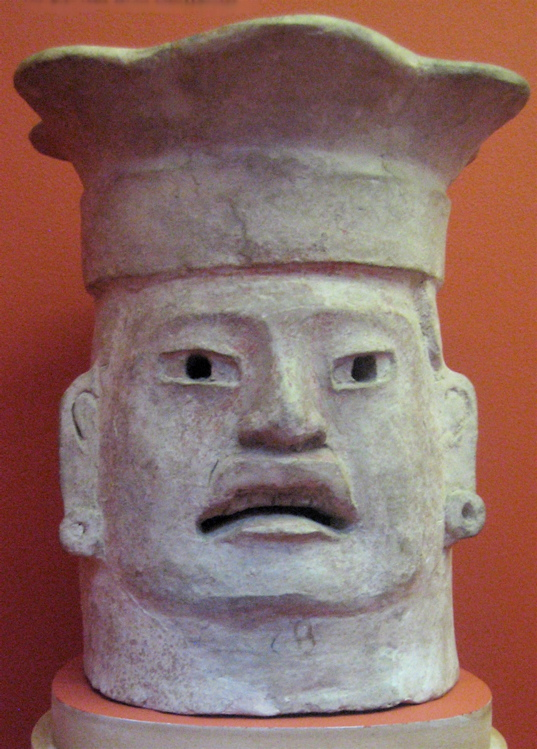
Фигурка головы (500—200 до н. э.)

Почти всё, что известно о доисторической Оахаке, происходит из археологических работ в регионе Центральных Долин. Свидетельства о пребывании человека здесь, датирующиеся примерно 11 000 лет до н. э., были найдены в пещере Гила Накитц (Guilá Naquitz) недалеко от города Митла. Этот район был признан объектом Всемирного наследия ЮНЕСКО в 2010 году в знак признания «ранних из известных свидетельств одомашнивания растений (кукурузы) на континенте». Находки, свидетельствующие о приходе сюда кочевников, датируются 5000 до н. э. К тому же находят доказательства и начала сельскохозяйственной деятельности местного населения. К 2000 до н. э. сельское хозяйство в оседлых поселениях начало доминировать всюду по региону Центральных Долин. Местное население в это время возделывало маис, бобы, какао, томаты, перец чили, кабачки, тыквы. Также оно охотилось на индюков, паку (мелкие грызуны), оленей, пекари (дикая свинья), броненосцев и игуан. Кости этих животных были найдены на местах стоянок древних людей.
Самые древние из известных крупные поселения, такие как Януитлан (Yanhuitlán) и Лагуна Сопе (Laguna Zope), также расположены в этом районе. Последнее поселение известно находками фигурок «красивые женщины» и «детское лицо». Между 1200 и 900 до н. э. сюда приходит керамика, которая была аналогична той, которую нашли в Ла Виктории, Гватемала. Другие важные пункты в подобном периоде времени — Тьеррас Ларгас (Tierras Largas), Сан Хосе Моготе (San José Mogote) и Гуадалупе (Guadalupe), керамические изделия, найденные там, подверглись ольмекскому влиянию. Основная местная языковая семья, ото-мангейская, как полагают, появилась в северной Оахаке около 4400 до н. э., и к 1500 до н. э. распалась на девять различных ветвей языков.

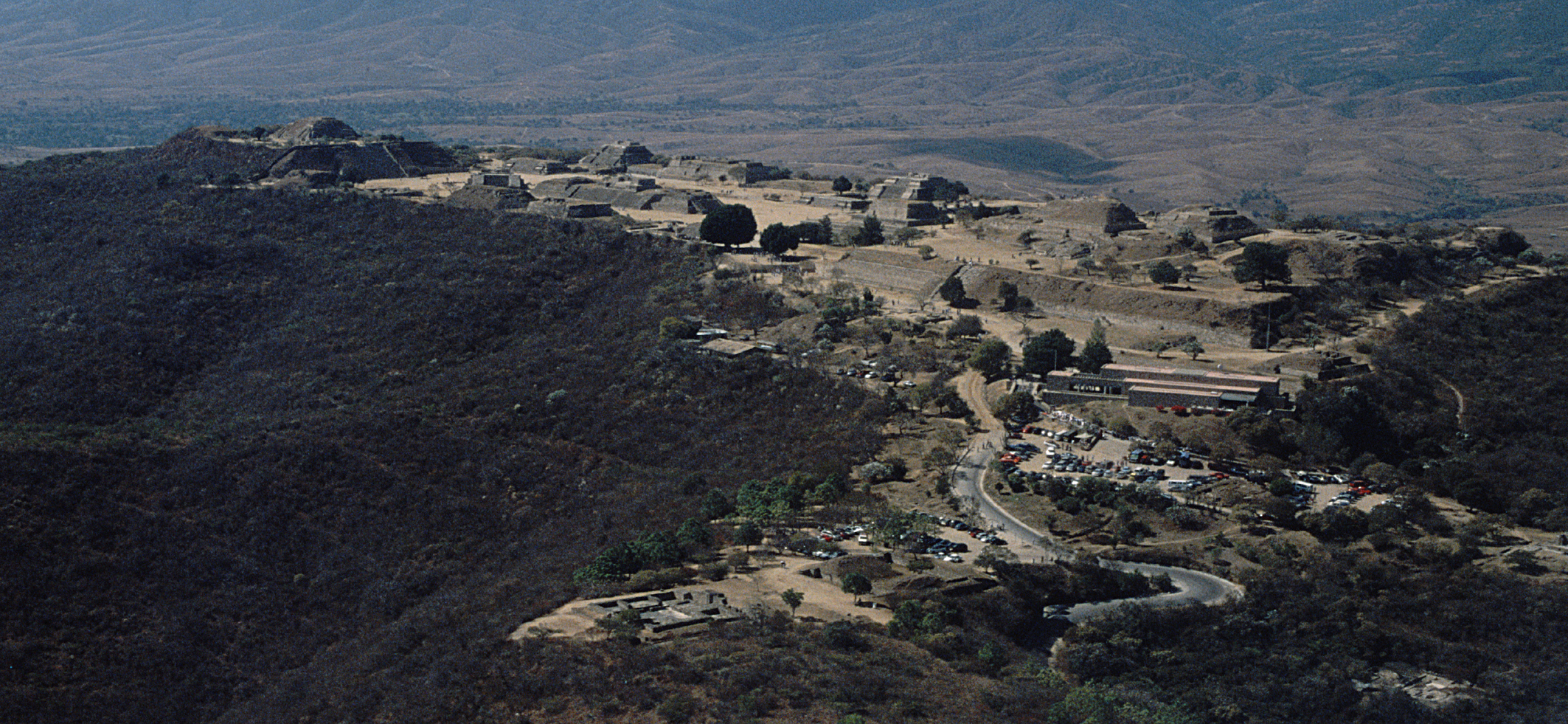
Монте-Альбан

Исторические события ещё XII в. записаны в пиктографических кодексах сапотеками и миштеками в начале колониального периода. Однако места эти остаются ещё мало изученными, и наши знания об этом периоде зависят в основном от археологических остатков. К 500 до н. э. центральные долины Оахаки были в основном населены племенами сапотеков, а также миштеков, которые селились на западной стороне. В доиспанское время эти две группы людей часто конфликтовали между собой. Археологические данные свидетельствуют о том, что между 750 и 1521 гг. н. э. население, возможно, достигало 2 500 000 человек.
Сапотеки самые ранние получили господство над Центральными Долинами. Первое их крупное владение было сосредоточено в Монте Альбане (Monte Albán), который процветал с 500 до н. э. по 750 н. э. В период своего расцвета Монте Альбан был домом для 25 000 человек и являлся столицей сапотекского народа. Он оставался вторичным центром власти для сапотеков вплоть до миштекского нашествия в 1325. Начиная с 750 г. такие крупные городские центры, как Монте Альбан, повсеместно на территории Оахаки начали приходить в упадок. К испанскому завоеванию продолжали развиваться мелкие владения. Между 700 и 1300 гг. миштеки были уже рассредоточены в различных владениях, в том числе Ачиутле (Achiutla), Текиштепек-Часумбе (Tequixtepec-Chazumba), Апоале (Apoala) и Коиштлауаке (Coixtlahuaca). Сапотеки же занимали обширную площадь от Центральных Долин до перешейка Теуантепек (Tehuantepec). Тем не менее ни одного крупного города-государства, такого как Монте Альбан, здесь так и не возникло. Здесь продолжали развиваться деревни и мелкие города-государства с населением 1 000—3000 человек c дворцами, храмами, рынками. Также практиковалась ритуальная мезоамериканская игра в мяч. Эти посёлки и более крупные центры также выполняли функцию крепостей в моменты вторжений. Важные сапотекские и миштекские пункты включали: Ягуль (Yagul), Саачила (Zaachila), Ингитерия (Inguiteria), Януитлан (Yanhuitlan), Тамасулапан (Tamazulapan), Техупан (Tejupan) и Тепосколулу (Teposcolula). Всё это время все эти города находились в состоянии войны друг с другом, а потом столкнулись с нашествием ацтеков.
Хотя сапотеки продолжали доминировать во многих частях Центральных Долин и на перешейке Теуантепек, миштеки продолжали вторгаться на их территории и взяли Монте Альбан. В областях, завоёванных миштеками, началось массовое строительство. Тем не менее, завоевание Центральных Долин так и не было завершено из-за давления со стороны ацтеков из Теночтитлана в XIV—XV вв. Сапотеки и миштеки как объединялись между собой, так и враждовали, но они пытались сохранить свою независимость, свои земли и ценные торговые пути между плоскогорьями Мексики и Центральной Америки.
Первые ацтеки прибыли в район Оахаки в 1250 году, однако массовая экспансия в регион началась только в XV в. В 1457 году император ацтеков Монтесума I вторгся в области Тлашиако (Tlaxiaco) и Коиштлауака (Coixtlahuaca), овладел ими и потребовал дани и сооружения военных фортов. Он вторгся в пределы владений миштеков, вынудив последних уйти в сапотекские земли. Во время правления ацтекских царей Ашайякатля (Axayacatl) и Тисока (Tizoc) ацтеки начали прибирать к рукам торговые пути в области и части Тихоокеанского побережья. В конце XV века сапотеками правил Косихоэса (Cosijoeza) с правительством в Саачиле (Zaachila). В правление ацтекского царя Ауитцотля (Ahuitzotl) ацтеки временно вытеснили сапотеков в Теуантепек и создали постоянные военные базы в Уашьякаке (Huaxyacac) (город Оахака). Ацтеки были остановлены только испанским вторжением в их пределы. В 1486 году ацтеки построили форт на холме Уашьякак (сейчас называется Эль Фортин (El Fortín)). Это была крупная ацтекская военная база, служившая для целей сбора дани и контроля над торговыми путями. Тем не менее, ацтекское правление в Оахаке продлилось лишь немногим более тридцати лет.

### Колониальный период

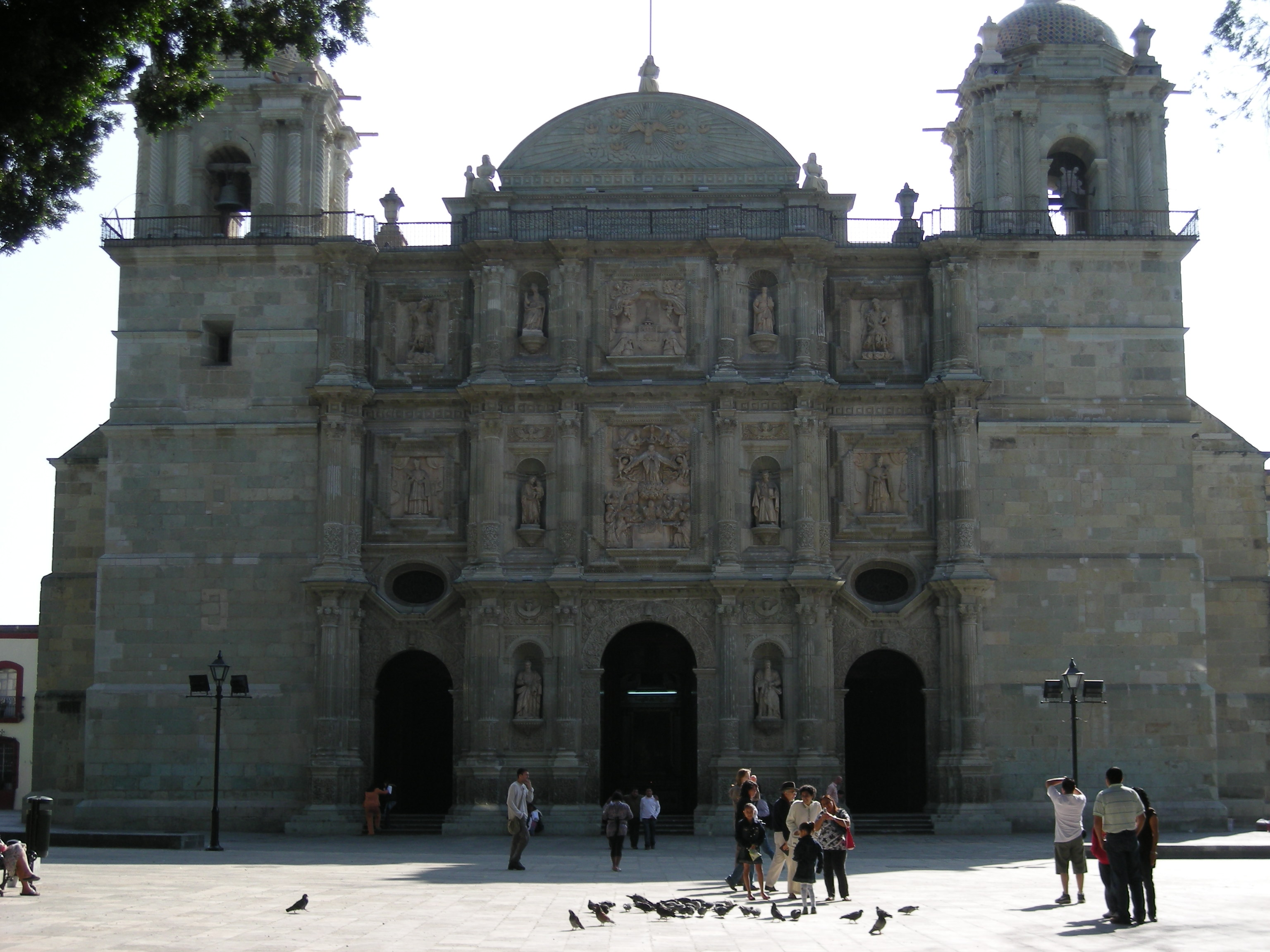
Собор Успения Пресвятой Девы Марии

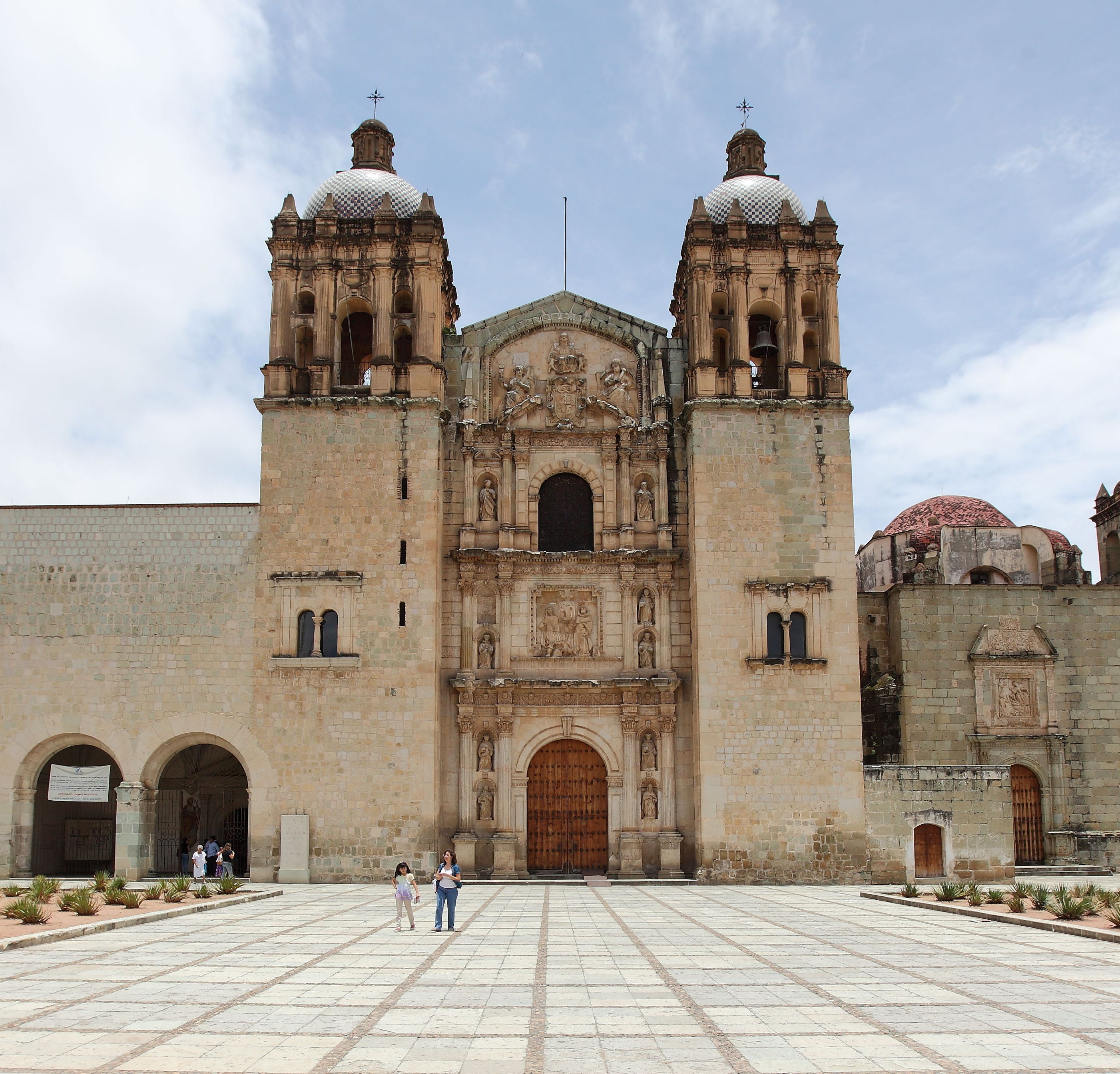
Церковь Санто-Доминго-де-Гусман

Вскоре после падения ацтекского царства Теночтитлан испанцы прибыли в Оахаку. Монтесума II (Moctezuma II) сообщил испанскому конкистадору Э. Кортесу (Hernán Cortés), что этот район богат золотом. Кроме того, когда сапотекские вожди прослышали об испанском завоевании империи ацтеков, послали испанцам предложение о союзе. Несколько испанских капитанов были направлены в этот район, чтобы исследовать область в поисках золота и пути к Тихому океану, для установления торгового маршрута на азиатские рынки специй. Наиболее выдающимися капитанами из тех, кто приехал сюда, были Г. де Сандоваль (Gonzalo de Sandoval), Ф. де Ороско (Francisco de Orozco) и П. де Альварадо (Pedro de Alvarado). Они взяли основную ацтекскую цитадель только через четыре месяца после падения Теночтитлана. Их доклады позволили Кортесу получить от испанской короны титул Маркиза Долины Оахаки.
Сапотеки, миштеки Верхней Миштеки, а также масатеки и куикатеки по большей части предпочитали не бороться с пришельцами, а вести переговоры для сохранения большей части старой иерархии, но с последней инстанцией у испанцев. Сопротивление новому порядку носило спорадический характер и ограничивалось прибрежными равнинами, сапотеками Сьерры, регионом индейцев михе (Mixe) и перешейком Теуантепек. Михе более активно из всех сопротивлялись испанцам. Они сопротивлялись не только в течение первого десятилетия испанской оккупации, как и другие группы, но и на протяжении XVI в. Последнее крупное восстание михе произошло в 1570 году, когда они сожгли и разграбили поселения сапотеков и угрожали уничтожить испанский форт Вилья Альта (Villa Alta). Тем не менее, это восстание было подавлено испанцами в союзе с около 2000 миштеков и ацтеков. С этого времени михе изолировались далеко в горах.
Первым католическим священником на территории Оахаки был Х. Диас (Juan Diaz), который сопровождал Ф. де Ороско (Francisco de Orozco) и построил первую церковь в Оахаке. За ним последовали Б. де Ольмаде (Bartolome de Olmade) и другие, которые начали постепенное крещение коренного населения, начав с лидера сапотеков Косихоэсы. В 1528 доминиканские монахи обосновались в городе Оахака, образовав в 1535 году там епископство, и начали распространять оттуда свою деятельность, в конечном счёте, достигнув Теуантепека и побережья. Другие католические ордена, такие как иезуиты в 1596, мерседарианцы в 1601, другие в XVII—XVIII вв., последовали в Оахаку за доминиканцами.
Испанское завоевание и последующая колонизация оказали разрушительное воздействие на коренное население, которое массово вымирало из-за неизвестных им европейских болезней и непосильного принудительного труда. В некоторых районах коренное население почти или полностью исчезло. Было подсчитано, что численность туземного населения региона снизилась в 1,5 млн в 1520 г. до 150 000 в 1650. В конце концов, это послужило к тому, что испанцы начали ввозить сюда африканских невольников. Первоначально испанцы не меняли туземные властные структуры и позволяли местным дворянам сохранить свои привилегии при условии лояльности испанской короне. Тем не менее, все туземцы, в конечном итоге, «рассортированы» по категориям, так как испанцы хотели остановить войны между городами-государствами и создать официальную категорию «indio» (индеец). Колонисты, прибывшие из Испании, привезли с собой домашних животных, которых в Оахаке никогда не видели: лошадей, коров, коз, овец, кур, мулов и волов. Были введены новые сельхозкультуры, такие как сахарный тростник, ваниль и табак. Однако земледелие всё ещё оставалось в руках индейцев, несмотря на тот факт, что только 9 % территории Оахаки пригодна для пахоты. Испанские чиновники и купцы пытались отобрать у индейцев их привилегии, но получали отпор. Хотя при решении данных споров и происходило насилие, всё же они решались путём административно-юридической практики. Один местный продукт достиг экономического значения в течение колониального периода — это кошениль, которая использовалась для изготовления красителей в текстильной промышленности. Этот продукт экспортировался в Европу, в особенности в XVII—XVIII вв. Использование этого красителя было окончено в XIX в. с открытием более дешёвых красителей.
На протяжении большей части колониального периода интенденсия или провинция Новой Испании — Оахака был относительно изолирована от остальной части страны. Большое количество политических и социальных вопросов решалось только на местном уровне. Несмотря на испанское господство, коренное население сохранило большую часть своей культуры и самобытности, нежели в других частях Мексики. Отчасти это произошло из-за изолированности местных общин.
К 1810 население города Оахака насчитывало 18 000 жителей, большинство которых было метисами и европейцами. Во время вспыхнувшей в этом же году мексиканской войны за независимость правительство этой провинции оставалось верным испанской короне. Когда представители вождя мятежников М. Идальго (Miguel Hidalgo y Costilla) приехали в Оахаку, чтобы встретиться с властями провинции, то были повешены. Однако повстанческие группировки в провинции всё же возникали на волне этой войны, например, под руководством Ф. Тиноко (Felipe Tinoco) и К. Паласиоса (Catarino Palacios), которые в конце концов также были казнены. После 1812 повстанцы, всё же начали иметь некоторый успех в Оахаке, особенно в районах вокруг города Уахуапан де Леон (Huajuapan de León), где В. Трухано (Valerio Trujano) оборонял город от роялистских войск, до тех пор пока М. Морелос (José María Morelos y Pavón), после казни М. Идальго-и-Костильи в 1811 году возглавивший восстание мексиканского народа за независимость, не смог подойти с поддержкой для сохранения области в руках восставших. После этого момента повстанцы уже имели больший успех в различных частях провинции, однако столица оставалась в руках роялистов до конца войны.

### Период независимости

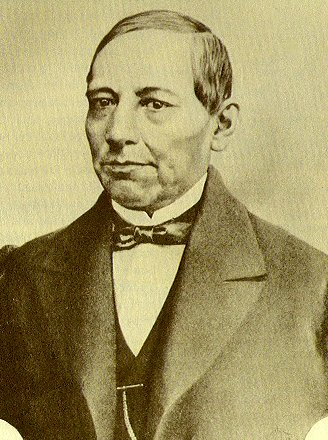
Бенито Хуарес

После обретения Мексикой независимости в 1821 Оахака была преобразована в департамент, а после падения императора Агустина де Итурбиде, в 1824 департамент получил широкую автономию штата. Первым губернатором стал Х. М. Мургиa (José María Murguía). В течение XIX в. в Оахаке, как и во всей Мексике, происходила политическая и вооружённая борьба между либералами — сторонниками федерального устройства страны и большей автономии штатов, и консерваторами — сторонниками унитарного централистского государства. В 1831 в Куилапаме (Cuilapam) был расстрелян В. Герреро (Vicente Guerrero) — один из лидеров повстанческого движения в войне за независимость Мексики, который с 1 апреля по 17 декабря 1829 года занимал пост президента Мексики. В период его президентства был принят закон, отменяющий рабство. Либерал М. Гомес Педраса (Manuel Gómez Pedraza) стал в 1832 губернатором Оахаки, а в оппозиции ему был генерал Э. Моктесума (Esteban Moctezuma). Он и командующий Л. Кинтанар (Luis Quintanar) преследовали либералов в штате, в том числе и Б. Хуареса (Benito Juárez) — известного адвоката, который впоследствии стал губернатором Оахаки (1847—1852) и президентом страны (1858—1872). Постоянные войны оказали негативное влияние на экономику штата, а в Теуантепеке привели к сепаратистским движениям.
Двое уроженцев Оахаки — Б. Хуарес и П. Диас (Porfirio Díaz) — генерал, впоследствии президент Мексики и политический противник Хуареса, были видными фигурами в Войне за реформу (1857—1861) — одного из трагических эпизодов затяжного противостояния либералов и консерваторов. Трудно переоценить значение Б. Хуареса для штата. Родился он в бедной индейской сапотекской крестьянской семье. Рано осиротев, зарабатывал себе на жизнь выпасом скота. После учёбы в духовной семинарии он поступил в Институт наук и искусств, по окончании которого стал адвокатом. В 1847—1852 гг. был губернатором родного штата. Принимал активное участие в борьбе с американцами во время американо-мексиканской войны 1846—1847 гг. С установлением в стране диктатуры генерала Санта-Анны в 1853 г., Хуарес, занявший антиправительственную позицию, вынужден был переехать в США. С началом буржуазной революции в 1854 году Хуарес возвращается в Мексику, где вступает в армию генерала Альвареса. После окончательного свержения в 1855 г. диктатуры Санта-Анны Хуарес вошёл в состав нового правительства, где стал министром юстиции. В 1858—1861 гг. возглавлял правительство Мексики. Активно участвовал в подготовке новой конституции Мексики 1857 года. Также являлся одним из авторов «закона о реформе», по которому церковь отделялась от государства, а церковное имущество национализировалось. В 1861—1867 гг. руководил борьбой мексиканского народа против англо-франко-испанской интервенции. Он также считается легендарной личностью и символом для коренного населения штата. П. Диас был союзником Хуареса во время французской интервенции. Французские императорские войска взяли город Оахаку, который оборонял Диас. Столицу штата позже отбили либералы во главе с К. Ороносом (Carlos Oronoz). С 15 мая 1867 по 18 июля 1872 Хуарес занимал пост президента Мексики, а Диас — сторонник сильной власти, возглавил восстание против Хуареса. После подавления антиправительственных мятежей в 1872 г. Хуарес, на посту президента, скоропостижно скончался от сердечного приступа.
Диас стал президентом страны и оставался на посту вплоть до Мексиканской революции. Во время президентства Диаса, в так называемый период «порфириата», в стране был предпринят ряд широких мер по модернизации штата, как и в целом в стране. Было проведено уличное освещение, сначала газовое, а затем электрическое, были построены железнодорожные линии, введены новые методы в сельском хозяйстве и была активизирована торговля. Однако большинство из преимуществ от этих достижений получили национальные и международные корпорации, а большинство рабочих и фермеров продолжали жить в условиях бедности и нужды. Эти обстоятельства и привели к вспышке революции в 1910 — период в истории Мексики, во время которого в стране шла гражданская война, являющаяся одной из самых кровопролитных в истории человечества. Диктатура Диаса была свергнута, в штате начался период хаоса, как политического, так и экономического. Различные политические и военные лидеры, такие как Ф. Мадеро (Francisco I. Madero), В. Уэрта (Victoriano Huerta) и В. Карранса (Venustiano Carranza) посещали штат в это время. Тем не менее, наиболее важной силой в регионе была Освободительная армия Юга под командованием Э. Сапаты (Emiliano Zapata). Эта армия удерживала различные части штата вплоть до 1920. В конце революции была написана новая конституция штата, которая была принята в 1922.

### После революции
Серия крупных катастроф произошла в штате с 1920-х по 1940-х гг. В 1928 сильнейшим землетрясением были разрушены многие здания в столице Оахаки. Намного большим землетрясением в 1931 году был разрушен ряд городов вдоль побережья. Тридцатые годы XX в. принесли в штат Великую депрессию, которая наряду с бедствиями побудила широкие масштабы миграции в Мехико. В 1944 проливные дожди привели к массовым наводнениям в регионе Тустепек (Tuxtepec), которые стали причиной гибели сотен человек. С 1928 у власти в штате находились губернаторы от право-социалистической Институционно-революционной партии (PRI).
В 1940—1950-х годах правительство штата начало осуществлять новые инфраструктрные проекты. К их числу относятся часть Панамериканского шоссе (участок Izúcar-Tehuantepec) и строительство плотины имени Мигеля Алемана.
В 1970-х в штате происходили массовые студенческие выступления, приведшие к кризису власти и заложившие основу для таких местных политических сил, как Коалиция рабочих, крестьян и студентов перешейка.
С 1980-х годов усиленно начала развиваться индустрия туризма. Туристическая отрасль и рост численности населения столицы штата побудили к строительству в 1994 шоссе Оахака — Мехико. Развитие туризма было интенсивнейшим в стране, и опередил развитие в Гвадалахаре и в других местах вдоль побережья. Восстание 2006 года серьёзно сократило число туристов, приезжавших в штат.

### XXI век
В июне 2006 года на улицах Оахака-де-Хуарес собралось 70 000 бастующих преподавателей, требующих повышения зарплаты до уровня прожиточного минимума и улучшений условий для студентов. 14 июня полиция атаковала разбитый преподавателями лагерь, но они оказали сопротивление, вытеснив полицию из центра города, захватили правительственные здания и возвели баррикады. После того, как они вынудили полицию покинуть столицу, к бастующим преподавателям присоединились ученики и рабочие, и вместе они образовали Народную Ассамблею Оахаки — АРРО (исп. Asamblea Popular de los Pueblos de Oaxaca). APPO стала координирующим органом для общественных движений Оахаки, когда образовался связанный с падением государственного контроля вакуум власти, организуя общественную жизнь и народное сопротивление на протяжении нескольких месяцев.  Основатели APPO отказались от парламентарной политики и призвали людей по всему штату организовать свои собственные ассамблеи на всех уровнях. Оахака был самоорганизованным и автономным в течение 5 месяцев, пока не пришли федеральные войска.
Одной из активных организаций в этот период был Народный совет коренных народов Оахаки имени Рикардо Флореса Магона.
В феврале 2008 года в Оахаке произошло землетрясение магнитудой 6,4.
В 2010 PRI потеряла свою 80-летнюю монополию на власть в штате. Губернатором Оахаки был избран кандидат от социал-демократической партии Конвергенция (РС). Было впервые сформировано коалиционное правительство.

## Население

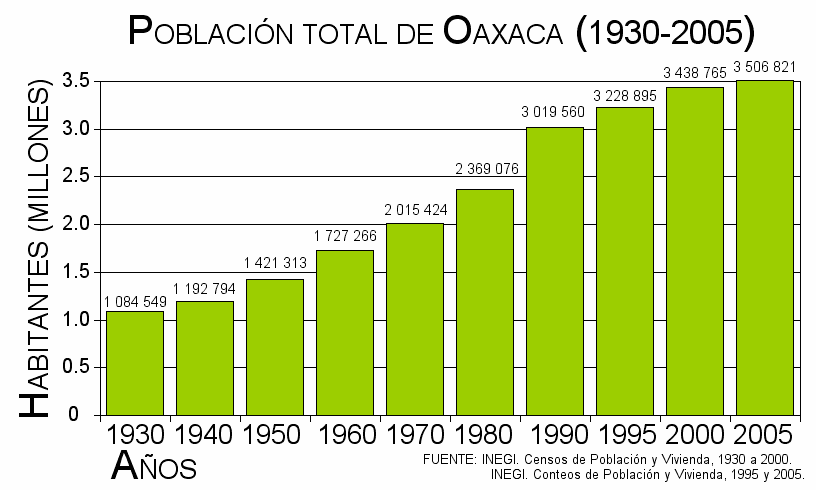
Динамика численности населения штата

### Демография
Население Оахаки составляет 3 801 962 человек (2010), 53 % — сельские жители. Средняя продолжительность жизни — 71,7 лет для мужчин и 77,4 лет для женщин. Основной рост население пришёлся на 1980—1990 гг. На 2007 год на 122 579 родившихся пришлось лишь 19 439 умерших. Около 85 % населения составляют католики.
Численность населения, по данным переписи 2020 года, составила 4 132 148 человек.

### Индейцы

Расселение основных индейских народов

Штат интересен тем, что имеет самый высокий в стране процент индейского населения, что составляет почти 53 % всех индейцев Мексики. Треть населения говорит на различных индейских языках и диалектах (5 % вообще не владеет испанским). Оахака расположена на месте стыка двух месоамериканских цивилизаций: земли Майя занимали часть штата, продолжаясь дальше на юг — в Чьяпас и Гватемалу и на восток — на полуостров Юкатан. Северо-восток штата включал земли цивилизаций долины Мехико, главным образом ацтеков.
Основная причина сохранения в данном регионе индейских языков и культур — горная местность, которая позволяла небольшим сообществам долгое время развиваться практически независимо и затрудняла продвижение захватчиков извне.
Наиболее крупные этносы штата — сапотеки (350 тыс. чел, 31 % от индейского населения штата) и миштеки (240 тыс. чел, 27 % от индейского населения.
Численность масатеков — 165 тыс. чел, или 15 % от индейцев штата, проживают в наиболее северных районах Оахаки. Чинантеки составляют около 10 % от индейцев, 104 тыс. чел, проживают вблизи границы со штатом Веракрус. Язык чинантек принадлежит к ото-мангской семье и различает 14 различных диалектов. Народ михе также составляет около 10 % от индейского населения, около 103 тыс. чел, проживает на северо-востоке штата, возле границы со штатом Веракрус.

## Административное деление

Административная карта Мексики.

Административная карта штата Оахака.

В административном отношении делится на 570 муниципалитетов:
| INEGI код | Муниципалитеты (русск.)              | Муниципалитеты (ориг.)                 |
| --------- | ------------------------------------ | -------------------------------------- |
| 001       | Абехонес                             | (Abejones)                             |
| 002       | Акатлан-де-Перес-Фигероа             | (Acatlán de Pérez Figueroa)            |
| 003       | Анимас-Трухано                       | (Animas Trujano)                       |
| 004       | Асунсион-Какалотепек                 | (Asunción Cacalotepec)                 |
| 005       | Асунсион-Куйотепек                   | (Asunción Cuyotepeji)                  |
| 006       | Асунсион-Истальтепек                 | (Asunción Ixtaltepec)                  |
| 007       | Асунсион-Ночистлан                   | (Asunción Nochixtlán)                  |
| 008       | Асунсион-Окотлан                     | (Asunción Ocotlán)                     |
| 009       | Асунсион-Тлаколулита                 | (Asunción Tlacolulita)                 |
| 010       | Айокеско-де-Алдама                   | (Ayoquezco de Aldama)                  |
| 011       | Айоцинтепек                          | (Ayotzintepec)                         |
| 012       | Калиуала                             | (Calihuala)                            |
| 013       | Канделария-Лосича                    | (Candelaria Loxicha)                   |
| 014       | Капулальпам-де-Мендес                | (Capulalpam de Méndez)                 |
| 015       | Чауитес                              | (Chahuites)                            |
| 016       | Чалькатонго-де-Идальго               | (Chalcatongo de Hidalgo)               |
| 017       | Санта-Мария-Чилапа-де-Диас           | (Santa María Chilapa de Diaz)          |
| 018       | Чикиуитлан-де-Бенито-Хуарес          | (Chiquihuitlán de Benito Juárez)       |
| 019       | Сьенега-де-Симатлан                  | (Ciénega de Zimatlán)                  |
| 020       | Сьюдад-Истепек                       | (Ciudad Ixtepec)                       |
| 021       | Коатекас-Альтас                      | (Coatecas Altas)                       |
| 022       | Коикойан-де-лас-Флорес               | (Coicoyan de Las Flores)               |
| 023       | Консепсьон-Буэнависта                | (Concepción Buenavista)                |
| 024       | Консепсьон-Папало                    | (Concepción Pápalo)                    |
| 025       | Констансия-дель-Росарио              | (Constancia del Rosario)               |
| 026       | Косолапа                             | (Cosolapa)                             |
| 027       | Косольтепек                          | (Cosoltepec)                           |
| 028       | Куилапан-де-Герреро                  | (Cuilapan de Guerrero)                 |
| 029       | Эхутла-де-Креспо                     | (Ejutla de Crespo)                     |
| 030       | Элохочитлан-де-Флорес-Магон          | (Eloxochitlán de Flores Magón)         |
| 031       | Эль-Баррио-де-ла-Соледад             | (El Barrio de La Soledad)              |
| 032       | Эль-Эспиналь                         | (El Espinal)                           |
| 033       | Эвангелиста-Аналько                  | (Evangelista Analco)                   |
| 034       | Фреснильо-де-Трухано                 | (Fresnillo de Trujano)                 |
| 035       | Гуадалупе-де-Рамирес                 | (Guadalupe de Ramírez)                 |
| 036       | Гуадалупе-Этла                       | (Guadalupe Etla)                       |
| 037       | Гелатао-де-Хуарес                    | (Guelatao de Juárez)                   |
| 038       | Гевеа-де-Умбольдт                    | (Guevea de Humboldt)                   |
| 039       | Уахуапан-де-Леон                     | (Huajuapan de León)                    |
| 040       | Уаутепек                             | (Huautepec)                            |
| 041       | Уаутла-де-Хименес                    | (Huautla de Jiménez)                   |
| 042       | Испантепек-Ниевас                    | (Ixpantepec Nieves)                    |
| 043       | Ихтлан-де-Хуарес                     | (Ixtlán de Juárez)                     |
| 044       | Хучитан-де-Сарагоса                  | (Juchitán de Zaragoza)                 |
| 045       | Ла-Компанья                          | (La Compañia)                          |
| 046       | Ла-Пе                                | (La Pe)                                |
| 047       | Ла-Реформа                           | (La Reforma)                           |
| 048       | Ла-Тринидад-Виста-Эрмоса             | (La Trinidad Vista Hermosa)            |
| 049       | Лома-Бонита                          | (Loma Bonita)                          |
| 050       | Магдалена-Апаско                     | (Magdalena Apasco)                     |
| 051       | Магдалена-Хальтепек                  | (Magdalena Jaltepec)                   |
| 052       | Магдалена-Михтепек                   | (Magdalena Mixtepec)                   |
| 053       | Магдалена-Окотлан                    | (Magdalena Ocotlán)                    |
| 054       | Магдалена-Пеньяско                   | (Magdalena Peñasco)                    |
| 055       | Магдалена-Теитипак                   | (Magdalena Teitipac)                   |
| 056       | Магдалена-Текисистлан                | (Magdalena Tequisistlán)               |
| 057       | Магдалена-Тлакотепек                 | (Magdalena Tlacotepec)                 |
| 058       | Магдалена-Сауатлан                   | (Magdalena Zahuatlán)                  |
| 059       | Марискала-де-Хуарес                  | (Mariscala de Juárez)                  |
| 060       | Мартирес-де-Такубайя                 | (Mártires de Tacubaya)                 |
| 061       | Матияс-Ромеро                        | (Matías Romero)                        |
| 062       | Масатлан-Вилья-де-Флорес             | (Mazatlán Villa de Flores)             |
| 063       | Месонес-Идальго                      | (Mesones Hidalgo)                      |
| 064       | Мьяуатлан-де-Порфирио-Диас           | (Miahuatlán de Porfirio Díaz)          |
| 065       | Михистлан-де-ла-Реформа              | (Mixistlán de la Reforma)              |
| 066       | Монхас                               | (Monjas)                               |
| 067       | Нативидад                            | (Natividad)                            |
| 068       | Насарено-Этла                        | (Nazareno Etla)                        |
| 069       | Нехапа-де-Мадеро                     | (Nejapa de Madero)                     |
| 070       | Нуэво-Сокиапам                       | (Nuevo Zoquiapam)                      |
| 071       | Оахака-де-Хуарес                     | (Oaxaca de Juárez)                     |
| 072       | Окотлан-де-Морелос                   | (Ocotlán de Morelos)                   |
| 073       | Пинотепа-де-Дон-Луис                 | (Pinotepa de Don Luis)                 |
| 074       | Пинотепа-Насиональ                   | (Pinotepa Nacional)                    |
| 075       | Плума-Идальго                        | (Pluma Hidalgo)                        |
| 076       | Путла-Вилья-де-Герреро               | (Putla Villa de Guerrero)              |
| 077       | Реформа-де-Пинеда                    | (Reforma de Pineda)                    |
| 078       | Рейес-Этла                           | (Reyes Etla)                           |
| 079       | Рохас-де-Куаутемос                   | (Rojas de Cuauhtémoc)                  |
| 080       | Салина-Крус                          | (Salina Cruz)                          |
| 081       | Сан-Агустин-Аматенго                 | (San Agustín Amatengo)                 |
| 082       | Сан-Агустин-Атенанго                 | (San Agustín Atenango)                 |
| 083       | Сан-Агустин-Чайуко                   | (San Agustín Chayuco)                  |
| 084       | Сан-Агустин-де-лас-Хунтас            | (San Agustín de las Juntas)            |
| 085       | Сан-Агустин-Этла                     | (San Agustín Etla)                     |
| 086       | Сан-Агустин-Лохича                   | (San Agustín Loxicha)                  |
| 087       | Сан-Агустин-Тлакотепек               | (San Agustín Tlacotepec)               |
| 088       | Сан-Агустин-Ятарени                  | (San Agustín Yatareni)                 |
| 089       | Сан-Андрес-Кабекера-Нуэва            | (San Andrés Cabecera Nueva)            |
| 090       | Сан-Андрес-Диникуити                 | (San Andrés Dinicuiti)                 |
| 091       | Сан-Андрес-Уахпальтепек              | (San Andrés Huaxpaltepec)              |
| 092       | Сан-Андрес-Уайяпам                   | (San Andrés Huayapam)                  |
| 093       | Сан-Андрес-Истлауака                 | (San Andrés Ixtlahuaca)                |
| 094       | Сан-Андрес-Лагунас                   | (San Andrés Lagunas)                   |
| 095       | Сан-Андрес-Нухиньо                   | (San Andrés Nuxiño)                    |
| 096       | Сан-Андрес-Пахтлан                   | (San Andrés Paxtlan)                   |
| 097       | Сан-Андрес-Синастла                  | (San Andrés Sinaxtla)                  |
| 098       | Сан-Андрес-Солага                    | (San Andrés Solaga)                    |
| 099       | Сан-Андрес-Теотилальпам              | (San Andrés Teotilalpam)               |
| 100       | Сан-Андрес-Тепетлапа                 | (San Andrés Tepetlapa)                 |
| 101       | Сан-Андрес-Яа                        | (San Andrés Yaa)                       |
| 102       | Сан-Андрес-Сабаче                    | (San Andrés Zabache)                   |
| 103       | Сан-Андрес-Саутла                    | (San Andrés Zautla)                    |
| 104       | Сан-Антонио-Кастильо-Веласко         | (San Antonino Castillo Velasco)        |
| 105       | Сан-Антонио-эль-Альто                | (San Antonino El Alto)                 |
| 106       | Сан-Антонио-Монте-Верде              | (San Antonino Monte Verde)             |
| 107       | Сан-Антонио-Акутла                   | (San Antonio Acutla)                   |
| 108       | Сан-Антонио-де-ла-Каль               | (San Antonio de la Cal)                |
| 109       | Сан-Антонио-Уитепек                  | (San Antonio Huitepec)                 |
| 110       | Сан-Антонио-Нанауатипам              | (San Antonio Nanahuatipam)             |
| 111       | Сан-Антонио-Синикауа                 | (San Antonio Sinicahua)                |
| 112       | Сан-Антонио-Тепетлапа                | (San Antonio Tepetlapa)                |
| 113       | Сан-Балтасар-Чичикапам               | (San Baltazar Chichicapam)             |
| 114       | Сан-Балтасар-Лохича                  | (San Baltazar Loxicha)                 |
| 115       | Сан-Балтасар-Яцачи-эль-Бахо          | (San Baltazar Yatzachi el Bajo)        |
| 116       | Сан-Бартоло-Койотепек                | (San Bartolo Coyotepec)                |
| 117       | Сан-Бартоломе-Айаутла                | (San Bartolomé Ayautla)                |
| 118       | Сан-Бартоломе-Лохича                 | (San Bartolomé Loxicha)                |
| 119       | Сан-Бартоломе-Куиалана               | (San Bartolomé Quialana)               |
| 120       | Сан-Бартоломе-Юкуанье                | (San Bartolomé Yucuañe)                |
| 121       | Сан-Бартоломе-Соогочо                | (San Bartolomé Zoogocho)               |
| 122       | Сан-Бартоло-Сойяльтепек              | (San Bartolo Soyaltepec)               |
| 123       | Сан-Бартоло-Яутепек                  | (San Bartolo Yautepec)                 |
| 124       | Сан-Бернардо-Мистепек                | (San Bernardo Mixtepec)                |
| 125       | Сан-Блас-Атемпа                      | (San Blas Atempa)                      |
| 126       | Сан-Карлос-Яутепек                   | (San Carlos Yautepec)                  |
| 127       | Сан-Кристобаль-Аматлан               | (San Cristobal Amatlán)                |
| 128       | Сан-Кристобаль-Амольтепек            | (San Cristobal Amoltepec)              |
| 129       | Сан-Кристобаль-Лачириоаг             | (San Cristobal Lachirioag)             |
| 130       | Сан-Кристобаль-Сучистлауака          | (San Cristobal Suchixtlahuaca)         |
| 131       | Сан-Дионисио-дель-Мар                | (San Dionisio del Mar)                 |
| 132       | Сан-Дионисио-Окотепек                | (San Dionisio Ocotepec)                |
| 133       | Сан-Дионисио-Окотлан                 | (San Dionisio Ocotlan)                 |
| 134       | Сан-Эстебан-Ататлаука                | (San Esteban Atatlahuca)               |
| 135       | Сан-Фелипе-Халапа-де-Диас            | (San Felipe Jalapa de Díaz)            |
| 136       | Сан-Фелипе-Техалапам                 | (San Felipe Tejalapam)                 |
| 137       | Сан-Фелипе-Усила                     | (San Felipe Usila)                     |
| 138       | Сан-Франсиско-Кауакуа                | (San Francisco Cahuacua)               |
| 139       | Сан-Франсиско-Кахонос                | (San Francisco Cajonos)                |
| 140       | Сан-Франсиско-Чапулапа               | (San Francisco Chapulapa)              |
| 141       | Сан-Франсиско-Чиндуа                 | (San Francisco Chindua)                |
| 142       | Сан-Франсиско-дель-Mar               | (San Francisco del Mar)                |
| 143       | Сан-Франсиско-Уеуетлан               | (San Francisco Huehuetlán)             |
| 144       | Сан-Франсиско-Ихуатлан               | (San Francisco Ixhuatán)               |
| 145       | Сан-Франсиско-Хальтепетонго          | (San Francisco Jaltepetongo)           |
| 146       | Сан-Франсиско-Лачиголо               | (San Francisco Lachigolo)              |
| 147       | Сан-Франсиско-Логуече                | (San Francisco Logueche)               |
| 148       | Сан-Франсиско-Нуханьо                | (San Francisco Nuxaño)                 |
| 149       | Сан-Франсиско-Осолотепек             | (San Francisco Ozolotepec)             |
| 150       | Сан-Франсиско-Сола                   | (San Francisco Solá)                   |
| 151       | Сан-Франсиско-Телихтлауака           | (San Francisco Telixtlahuaca)          |
| 152       | Сан-Франсиско-Teopan                 | (San Francisco Teopan)                 |
| 153       | Сан-Франсиско-Тлапанкинго            | (San Francisco Tlapancingo)            |
| 154       | Сан-Габриель-Мистепек                | (San Gabriel Mixtepec)                 |
| 155       | Сан-Ильдефонсо-Аматлан               | (San Ildefonso Amatlán)                |
| 156       | Сан-Ильдефонсо-Сола                  | (San Ildefonso Solá)                   |
| 157       | Сан-Ильдефонсо-Вилья-Альта           | (San Ildefonso Villa Alta)             |
| 158       | Сан-Хакинто-Амильпас                 | (San Jacinto Amilpas)                  |
| 159       | Сан-Хакинто-Тлакотепек               | (San Jacinto Tlacotepec)               |
| 160       | Сан-Херонимо-Коатлан                 | (San Jerónimo Coatlán)                 |
| 161       | Сан-Херонимо-Силакайоапилья          | (San Jerónimo Silacayoapilla)          |
| 162       | Сан-Херонимо-Сосола                  | (San Jerónimo Sosola)                  |
| 163       | Сан-Херонимо-Тавиче                  | (San Jerónimo Taviche)                 |
| 164       | Сан-Херонимо-Текоатль                | (San Jerónimo Tecoatl)                 |
| 165       | Сан-Херонимо-Тлакочауайя             | (San Jerónimo Tlacochahuaya)           |
| 166       | Сан-Хорхе-Нучита                     | (San Jorge Nuchita)                    |
| 167       | Сан-Хосе-Айукила                     | (San José Ayuquila)                    |
| 168       | Сан-Хосе-Чинантекилья                | (San José Chinantequilla)              |
| 169       | Сан-Хосе-Чильтепек                   | (San José Chiltepec)                   |
| 170       | Сан-Хосе-дель-Пеньяско               | (San José del Peñasco)                 |
| 171       | Сан-Хосе-дель-Прогресо               | (San José del Progreso)                |
| 172       | Сан-Хосе-Эстансия-Гранде             | (San José Estancia Grande)             |
| 173       | Сан-Хосе-Индепенденсия               | (San José Independencia)               |
| 174       | Сан-Хосе-Лачигири                    | (San José Lachiguiri)                  |
| 174       | Сан-Хосе-Тенанго                     | (San José Tenango)                     |
| 175       | Сан-Хуан-Ачиутла                     | (San Juan Achiutla)                    |
| 176       | Сан-Хуан-Атепек                      | (San Juan Atepec)                      |
| 177       | Сан-Хуан-Баутиста-Ататлаука          | (San Juan Bautista Atatlahuca)         |
| 178       | Сан-Хуан Баутиста-Коистлауака        | (San Juan Bautista Coixtlahuaca)       |
| 179       | Сан-Хуан Баутиста-Кикатлан           | (San Juan Bautista Cuicatlan)          |
| 180       | Сан-Хуан-Баутиста-Гелаче             | (San Juan Bautista Guelache)           |
| 181       | Сан-Хуан-Баутиста-Хайякатлан         | (San Juan Bautista Jayacatlán)         |
| 182       | Сан-Хуан-Баутиста-Ло-де-Сото         | (San Juan Bautista lo de Soto)         |
| 183       | Сан-Хуан-Баутиста-Сучитепек          | (San Juan Bautista Suchitepec)         |
| 184       | Сан-Хуан-Баутиста-Тлачичилько        | (San Juan Bautista Tlachichilco)       |
| 185       | Сан-Хуан-Баутиста-Тлакоацинтепек     | (San Juan Bautista Tlacoatzintepec)    |
| 186       | Сан-Хуан-Баутиста-Тустепек           | (San Juan Bautista Tuxtepec)           |
| 187       | Сан-Хуан-Баутиста-Валье Насиональ    | (San Juan Bautista Valle Nacional)     |
| 188       | Сан-Хуан-Какауатепек                 | (San Juan Cacahuatepec)                |
| 189       | Сан-Хуан-Чикомесучиль                | (San Juan Chicomezuchil)               |
| 190       | Сан-Хуан-Чилатека                    | (San Juan Chilateca)                   |
| 191       | Сан-Хуан-Сьенегуилья                 | (San Juan Cieneguilla)                 |
| 192       | Сан-Хуан-Коацоспам                   | (San Juan Coatzospam)                  |
| 193       | Сан-Хуан-Колорадо                    | (San Juan Colorado)                    |
| 194       | Сан-Хуан-Комальтепек                 | (San Juan Comaltepec)                  |
| 195       | Сан-Хуан-Коцокон                     | (San Juan Cotzocon)                    |
| 196       | Сан-Хуан-дель-Эстадо                 | (San Juan del Estado)                  |
| 197       | Сан-Хуан-де-лос-Куес                 | (San Juan de los Cues)                 |
| 198       | Сан-Хуан-дель-Рио                    | (San Juan del Río)                     |
| 199       | Сан-Хуан-Диуси                       | (San Juan Diuxi)                       |
| 200       | Сан-Хуан-Гелавия                     | (San Juan Guelavia)                    |
| 201       | Сан-Хуан-Гуичикови                   | (San Juan Guichicovi)                  |
| 202       | Сан-Хуан-Иуальтепек                  | (San Juan Ihualtepec)                  |
| 203       | Сан-Хуан-Хукила-Михес                | (San Juan Juquila Mixes)               |
| 204       | Сан-Хуан-Хукила-Виханос              | (San Juan Juquila Vijanos)             |
| 205       | Сан-Хуан-Лачао                       | (San Juan Lachao)                      |
| 206       | Сан-Хуан-Лачигалья                   | (San Juan Lachigalla)                  |
| 207       | Сан-Хуан-Лахарсия                    | (San Juan Lajarcia)                    |
| 208       | Сан-Хуан-Лалана                      | (San Juan Lalana)                      |
| 209       | Сан-Хуан-Масатлан                    | (San Juan Mazatlán)                    |
| 210       | Сан-Хуан-Мистепек                    | (San Juan Mixtepec)                    |
| 211       | Сан-Хуан-Мистепек (Миауатлан)        | (San Juan Mixtepec, Miahuatlán)        |
| 212       | Сан-Хуан-Ньюми                       | (San Juan Ñumi)                        |
| 213       | Сан-Хуан-Осолотепек                  | (San Juan Ozolotepec)                  |
| 214       | Сан-Хуан-Петлапа                     | (San Juan Petlapa)                     |
| 215       | Сан-Хуан-Киаихе                      | (San Juan Quiahije)                    |
| 216       | Сан-Хуан-Киотепек                    | (San Juan Quiotepec)                   |
| 217       | Сан-Хуан-Сайултепек                  | (San Juan Sayultepec)                  |
| 218       | Сан-Хуан-Табаа                       | (San Juan Tabaa)                       |
| 219       | Сан-Хуан-Тамасола                    | (San Juan Tamazola)                    |
| 220       | Сан-Хуан-Теита                       | (San Juan Teita)                       |
| 221       | Сан-Хуан-Теитипак                    | (San Juan Teitipac)                    |
| 222       | Сан-Хуан-Тепеухила                   | (San Juan Tepeuxila)                   |
| 223       | Сан-Хуан-Тепосколула                 | (San Juan Teposcolula)                 |
| 224       | Сан-Хуан-Яее                         | (San Juan Yaee)                        |
| 225       | Сан-Хуан-Яцона                       | (San Juan Yatzona)                     |
| 226       | Сан-Хуан-Юкуита                      | (San Juan Yucuita)                     |
| 227       | Сан-Лоренсо                          | (San Lorenzo)                          |
| 228       | Сан-Лоренсо-Альбаррадас              | (San Lorenzo Albarradas)               |
| 229       | Сан-Лоренсо-Какаотепек               | (San Lorenzo Cacaotepec)               |
| 230       | Сан-Лоренсо-Куаунекуильтитла         | (San Lorenzo Cuaunecuiltitla)          |
| 231       | Сан-Лоренсо-Техмелукан               | (San Lorenzo Texmelucan)               |
| 232       | Сан-Лоренсо-Виктория                 | (San Lorenzo Victoria)                 |
| 233       | Сан-Лукас-Камотлан                   | (San Lucas Camotlán)                   |
| 234       | Сан-Лукас-Охитлан                    | (San Lucas Ojitlán)                    |
| 235       | Сан-Лукас-Киавини                    | (San Lucas Quiavini)                   |
| 236       | Сан-Лукас-Сокиапам                   | (San Lucas Zoquiapam)                  |
| 237       | Сан-Лукас-Аматлан                    | (San Luis Amatlán)                     |
| 238       | Сан-Марсиаль-Осолотепек              | (San Marcial Ozolotepec)               |
| 239       | Сан-Маркос-Артеага                   | (San Marcos Arteaga)                   |
| 240       | Сан-Мартин-де-лос-Кансекос           | (San Martín de los Cansecos)           |
| 241       | Сан-Мартин-Уамелульпам               | (San Martín Huamelulpam)               |
| 242       | Сан-Мартин-Утуниосо                  | (San Martín Itunyoso)                  |
| 243       | Сан-Мартин-Лачила                    | (San Martín Lachila)                   |
| 244       | Сан-Мартин-Перас                     | (San Martín Peras)                     |
| 245       | Сан-Мартин-Тилкахете                 | (San Martín Tilcajete)                 |
| 246       | Сан-Мартин-Тохпалан                  | (San Martín Toxpalan)                  |
| 247       | Сан-Мартин-Сакатепек                 | (San Martín Zacatepec)                 |
| 248       | Сан-Матео-Кахонос                    | (San Mateo Cajonos)                    |
| 249       | Сан-Матео-дель-Мар                   | (San Mateo del Mar)                    |
| 250       | Сан-Матео-Этлатонго                  | (San Mateo Etlatongo)                  |
| 251       | Сан-Матео-Нехапам                    | (San Mateo Nejapam)                    |
| 252       | Сан-Матео-Пеньяско                   | (San Mateo Peñasco)                    |
| 253       | Сан-Матео-Пиньяс                     | (San Mateo Piñas)                      |
| 254       | Сан-Матео-Рио-Ондо                   | (San Mateo Río Hondo)                  |
| 255       | Сан-Матео-Синдиуи                    | (San Mateo Sindihui)                   |
| 256       | Сан-Матео-Тлапильтепек               | (San Mateo Tlapiltepec)                |
| 257       | Сан-Матео-Ёлохочитлан                | (San Mateo Yoloxochitlan)              |
| 258       | Сан-Мельчор-Бетаса                   | (San Melchor Betaza)                   |
| 259       | Сан-Мигель-Ачутла                    | (San Miguel Achiutla)                  |
| 260       | Сан-Мигель-Ауеуетитлан               | (San Miguel Ahuehuetitlán)             |
| 261       | Сан-Мигель-Алоапам                   | (San Miguel Aloapam)                   |
| 262       | Сан-Мигель-Аматитлан                 | (San Miguel Amatitlan)                 |
| 263       | Сан-Мигель-Аматлан                   | (San Miguel Amatlán)                   |
| 264       | Сан-Мигель-Чикауа                    | (San Miguel Chicahua)                  |
| 265       | Сан-Мигель-Чималапа                  | (San Miguel Chimalapa)                 |
| 266       | Сан-Мигель-Коатлан                   | (San Miguel Coatlán)                   |
| 267       | Сан-Мигель-дель-Пуэрто               | (San Miguel del Puerto)                |
| 268       | Сан-Мигель-дель-Рио                  | (San Miguel del Río)                   |
| 269       | Сан-Мигель-Эхутла                    | (San Miguel Ejutla)                    |
| 270       | Сан-Мигель-эль-Гранде                | (San Miguel El Grande)                 |
| 271       | Сан-Мигель-Уаутла                    | (San Miguel Huautla)                   |
| 272       | Сан-Мигель-Михтепек                  | (San Miguel Mixtepec)                  |
| 273       | Сан-Мигель-Панихтлауака              | (San Miguel Panixtlahuaca)             |
| 274       | Сан-Мигель-Перас                     | (San Miguel Peras)                     |
| 275       | Сан-Мигель-Пьедрас                   | (San Miguel Piedras)                   |
| 276       | Сан-Мигель-Кецальтепек               | (San Miguel Quetzaltepec)              |
| 277       | Сан-Мигель-Санта-Флор                | (San Miguel Santa Flor)                |
| 278       | Сан-Мигель-Сойяльтепек               | (San Miguel Soyaltepec)                |
| 279       | Сан-Мигель-Сучихтепек                | (San Miguel Suchixtepec)               |
| 280       | Сан-Мигель-Текоматлан                | (San Miguel Tecomatlan)                |
| 281       | Сан-Мигель-Тенанго                   | (San Miguel Tenango)                   |
| 282       | Сан-Мигель-Текихтепек                | (San Miguel Tequixtepec)               |
| 283       | Сан-Мигель-Телькиапам                | (San Miguel Tilquiapam)                |
| 284       | Сан-Мигель-Тлакамама                 | (San Miguel Tlacamama)                 |
| 285       | Сан-Мигель-Тлакотепек                | (San Miguel Tlacotepec)                |
| 286       | Сан-Мигель-Туланкинго                | (San Miguel Tulancingo)                |
| 287       | Сан-Мигель-Ётао                      | (San Miguel Yotao)                     |
| 288       | Сан-Николас                          | (San Nicolás)                          |
| 289       | Сан-Николас-Идальго                  | (San Nicolás Hidalgo)                  |
| 290       | Сан-Пабло-Коатлан                    | (San Pablo Coatlán)                    |
| 291       | Сан-Пабло-Cuatro Venados             | (San Pablo Cuatro Venados)             |
| 292       | Сан-Пабло-Этла                       | (San Pablo Etla)                       |
| 293       | Сан-Пабло-Уицо                       | (San Pablo Huitzo)                     |
| 294       | Сан-Пабло-Уихтепек                   | (San Pablo Huixtepec)                  |
| 295       | Сан-Пабло-Макильтиангис              | (San Pablo Macuiltianguis)             |
| 296       | Сан-Пабло-Тихальтепек                | (San Pablo Tijaltepec)                 |
| 297       | Сан-Пабло-Вилья-де-Митла             | (San Pablo Villa de Mitla)             |
| 298       | Сан-Пабло-Яганиса                    | (San Pablo Yaganiza)                   |
| 299       | Сан-Педро-Амусгос                    | (San Pedro Amuzgos)                    |
| 300       | Сан-Педро-Апостоль                   | (San Pedro Apóstol)                    |
| 301       | Сан-Педро-Атойяк                     | (San Pedro Atoyac)                     |
| 302       | Сан-Педро-Кахонос                    | (San Pedro Cajonos)                    |
| 303       | Сан-Педро-Комитансильо               | (San Pedro Comitancillo)               |
| 304       | Сан-Педро-Кохкальтепек-Кантарос      | (San Pedro Coxcaltepec Cántaros)       |
| 305       | Сан-Педро-эль-Альто                  | (San Pedro El Alto)                    |
| 306       | Сан-Педро-Уамелула                   | (San Pedro Huamelula)                  |
| 307       | Сан-Педро-Уилотепек                  | (San Pedro Huilotepec)                 |
| 308       | Сан-Педро-Ихкатлан                   | (San Pedro Ixcatlán)                   |
| 309       | Сан-Педро-Ихтлауака                  | (San Pedro Ixtlahuaca)                 |
| 310       | Сан-Педро-Хальтепетонго              | (San Pedro Jaltepetongo)               |
| 311       | Сан-Педро-Хикайян                    | (San Pedro Jicayan)                    |
| 312       | Сан-Педро-Хокотипак                  | (San Pedro Jocotipac)                  |
| 313       | Сан-Педро-Хучатенго                  | (San Pedro Juchatengo)                 |
| 314       | Сан-Педро-Мартир                     | (San Pedro Mártir)                     |
| 315       | Сан-Педро-Мартир-Киечапа             | (San Pedro Mártir Quiechapa)           |
| 316       | Сан-Педро-Мартир-Юкухако             | (San Pedro Mártir Yucuxaco)            |
| 317       | Сан-Педро-Мистепек (Хукила)          | (San Pedro Mixtepec, Juquila)          |
| 318       | Сан-Педро-Мистепек (Миауатлан)       | (San Pedro Mixtepec, Miahuatlán)       |
| 319       | Сан-Педро-Молинос                    | (San Pedro Molinos)                    |
| 320       | Сан-Педро-Нопала                     | (San Pedro Nopala)                     |
| 321       | Сан-Педро-Окопетатильо               | (San Pedro Ocopetatillo)               |
| 322       | Сан-Педро-Окотепек                   | (San Pedro Ocotepec)                   |
| 323       | Сан-Педро-Почутла                    | (San Pedro Pochutla)                   |
| 324       | Сан-Педро-Кьятони                    | (San Pedro Quiatoni)                   |
| 325       | Сан-Педро-Сочиапам                   | (San Pedro Sochiapam)                  |
| 326       | Сан-Педро-Тапанатепек                | (San Pedro Tapanatepec)                |
| 327       | Сан-Педро-Тавиче                     | (San Pedro Taviche)                    |
| 328       | Сан-Педро-Теосакоалько               | (San Pedro Teozacoalco)                |
| 329       | Сан-Педро-Теутила                    | (San Pedro Teutila)                    |
| 330       | Сан-Педро-Тидаа                      | (San Pedro Tidaa)                      |
| 331       | Сан-Педро-Топильтепек                | (San Pedro Topiltepec)                 |
| 332       | Сан-Педро-Тотолапа                   | (San Pedro Totolapa)                   |
| 333       | Сан-Педро-Янери                      | (San Pedro Yaneri)                     |
| 334       | Сан-Педро-Ёлох                       | (San Pedro Yolox)                      |
| 335       | Сан-Педро-и-Сан-Пабло-Айутла         | (San Pedro y San Pablo Ayutla)         |
| 336       | Сан-Педро-и-Сан-Пабло-Тепосколула    | (San Pedro y San Pablo Teposcolula)    |
| 337       | Сан-Педро-и-Сан-Пабло-Текихтепек     | (San Pedro y San Pablo Tequixtepec)    |
| 338       | Сан-Педро-Юкунама                    | (San Pedro Yucunama)                   |
| 339       | Сан-Раймундо-Хальпан                 | (San Raymundo Jalpan)                  |
| 340       | Сан-Себастиан-Абасоло                | (San Sebastián Abasolo)                |
| 341       | Сан-Себастиан-Коатлан                | (San Sebastián Coatlan)                |
| 342       | Сан-Себастиан-Ихкапа                 | (San Sebastián Ixcapa)                 |
| 343       | Сан-Себастиан-Никанандута            | (San Sebastián Nicananduta)            |
| 344       | Сан-Себастиан-Рио-Ондо               | (San Sebastián Río Hondo)              |
| 345       | Сан-Себастиан-Текомахтлауака         | (San Sebastián Tecomaxtlahuaca)        |
| 346       | Сан-Себастиан-Теитипак               | (San Sebastián Teitipac)               |
| 347       | Сан-Себастиан-Тутла                  | (San Sebastián Tutla)                  |
| 348       | Сан-Симон-Альмолонгас                | (San Simón Almolongas)                 |
| 349       | Сан-Симон-Сауатлан                   | (San Simón Zahuatlan)                  |
| 350       | Санта-Ана                            | (Santa Ana)                            |
| 351       | Санта-Ана-Атеистлауака               | (Santa Ana Ateixtlahuaca)              |
| 352       | Санта-Ана-Куаутемок                  | (Santa Ana Cuauhtémoc)                 |
| 353       | Санта-Ана-дель-Валье                 | (Santa Ana del Valle)                  |
| 354       | Санта-Ана-Тавела                     | (Santa Ana Tavela)                     |
| 355       | Санта-Ана-Тлапакойян                 | (Santa Ana Tlapacoyan)                 |
| 356       | Санта-Ана-Ярени                      | (Santa Ana Yareni)                     |
| 357       | Санта-Ана-Сагаче                     | (Santa Ana Zegache)                    |
| 358       | Санта-Каталина-Киери                 | (Santa Catalina Quieri)                |
| 359       | Санта-Катарина-Кистла                | (Santa Catarina Cuixtla)               |
| 360       | Санта-Катарина-Истепехи              | (Santa Catarina Ixtepeji)              |
| 361       | Санта-Катарина-Хукила                | (Santa Catarina Juquila)               |
| 362       | Санта-Катарина-Лачатао               | (Santa Catarina Lachatao)              |
| 363       | Санта-Катарина-Лохича                | (Santa Catarina Loxicha)               |
| 364       | Санта-Катарина-Мечоакан              | (Santa Catarina Mechoacán)             |
| 365       | Санта-Катарина-Минас                 | (Santa Catarina Minas)                 |
| 366       | Санта-Катарина-Киане                 | (Santa Catarina Quiane)                |
| 367       | Санта-Катарина-Киокитани             | (Santa Catarina Quioquitani)           |
| 368       | Санта-Катарина-Тайата                | (Santa Catarina Tayata)                |
| 369       | Санта-Катарина-Тикуа                 | (Santa Catarina Ticua)                 |
| 370       | Санта-Катарина-Ёсоноту               | (Santa Catarina Yosonotu)              |
| 371       | Санта-Катарина-Сапокила              | (Santa Catarina Zapoquila)             |
| 372       | Санта-Крус-Акатепек                  | (Santa Cruz Acatepec)                  |
| 373       | Санта-Крус-Амильпас                  | (Santa Cruz Amilpas)                   |
| 374       | Санта-Крус-де-Браво                  | (Santa Cruz de Bravo)                  |
| 375       | Санта-Крус-Итундухия                 | (Santa Cruz Itundujia)                 |
| 376       | Санта-Крус-Мистепек                  | (Santa Cruz Mixtepec)                  |
| 377       | Санта-Крус-Нундако                   | (Santa Cruz Nundaco)                   |
| 378       | Санта-Крус-Папалутла                 | (Santa Cruz Papalutla)                 |
| 379       | Санта-Крус-Такаче-де-Мина            | (Santa Cruz Tacache de Mina)           |
| 380       | Санта-Крус-Такауа                    | (Santa Cruz Tacahua)                   |
| 381       | Санта-Крус-Тайята                    | (Santa Cruz Tayata)                    |
| 382       | Санта-Крус-Хитла                     | (Santa Cruz Xitla)                     |
| 383       | Санта-Крус-Хохокотлан                | (Santa Cruz Xoxocotlán)                |
| 384       | Санта-Крус-Сенсонтепек               | (Santa Cruz Zenzontepec)               |
| 385       | Санта Гертрудис                      | (Santa Gertrudis)                      |
| 386       | Санта-Инес-дель-Монте                | (Santa Inés del Monte)                 |
| 387       | Санта-Инес-де-Сарагоса               | (Santa Inés de Zaragoza)               |
| 388       | Санта-Инес-Яцече                     | (Santa Inés Yatzeche)                  |
| 389       | Санта-Лусия-дель-Камино              | (Santa Lucía del Camino)               |
| 390       | Санта-Лусия-Миауатлан                | (Santa Lucía Miahuatlán)               |
| 391       | Санта-Лусия-Монтеверде               | (Santa Lucía Monteverde)               |
| 392       | Санта-Лусия-Окотлан                  | (Santa Lucía Ocotlán)                  |
| 393       | Санта-Магдалена-Хикотлан             | (Santa Magdalena Jicotlán)             |
| 394       | Санта-Мария-Алотепек                 | (Santa María Alotepec)                 |
| 395       | Санта-Мария-Апаско                   | (Santa María Apazco)                   |
| 396       | Санта-Мария-Ацомпа                   | (Santa María Atzompa)                  |
| 397       | Санта-Мария-Камотлан                 | (Santa María Camotlan)                 |
| 398       | Санта-Мария-Чачоапам                 | (Santa María Chachoapam)               |
| 399       | Санта-Мария-Чильчотла                | (Santa María Chilchotla)               |
| 400       | Санта-Мария-Чималапа                 | (Santa María Chimalapa)                |
| 401       | Санта-Мария-Колотепек                | (Santa María Colotepec)                |
| 402       | Санта-Мария-Кортихо                  | (Santa María Cortijo)                  |
| 403       | Санта-Мария-Койотепек                | (Santa María Coyotepec)                |
| 404       | Санта-Мария-дель-Росарио             | (Santa María del Rosario)              |
| 405       | Санта-Мария-дель-Туле                | (Santa María del Tule)                 |
| 406       | Санта-Мария-Экатепек                 | (Santa María Ecatepec)                 |
| 407       | Санта-Мария-Хелаке                   | (Santa María Guelace)                  |
| 408       | Санта-Мария-Хиенагати                | (Santa María Guienagati)               |
| 409       | Санта-Мария-Уатулько                 | (Santa María Huatulco)                 |
| 410       | Санта-Мария-Уасолотитлан             | (Santa María Huazolotitlán)            |
| 411       | Санта-Мария-Ипалапа                  | (Santa María Ipalapa)                  |
| 412       | Санта-Мария-Ихкатлан                 | (Santa María Ixcatlan)                 |
| 413       | Санта-Мария-Хакатепек                | (Santa María Jacatepec)                |
| 414       | Санта-Мария-Халапа-дель-Маркес       | (Santa María Jalapa del Marqués)       |
| 415       | Санта-Мария-Хальтиангис              | (Santa María Jaltianguis)              |
| 416       | Санта-Мария-ла-Асунсион              | (Santa María la Asunción)              |
| 417       | Санта-Мария-Лачихио                  | (Santa María Lachixio)                 |
| 418       | Санта-Мария-Михтекилья               | (Santa María Mixtequilla)              |
| 419       | Санта-Мария-Нативитас                | (Santa María Nativitas)                |
| 420       | Санта-Мария-Ндуайако                 | (Santa María Nduayaco)                 |
| 421       | Санта-Мария-Осолотепек               | (Santa María Ozolotepec)               |
| 422       | Санта-Мария-Папало                   | (Santa María Pápalo)                   |
| 423       | Санта-Мария-Пеньолес                 | (Santa María Peñoles)                  |
| 424       | Санта-Мария-Петапа                   | (Santa María Petapa)                   |
| 425       | Санта-Мария-Кьеголани                | (Santa María Quiegolani)               |
| 426       | Санта-Мария-Сола                     | (Santa María Solá)                     |
| 427       | Санта-Мария-Татальтепек              | (Santa María Tataltepec)               |
| 428       | Санта-Мария-Текомавака               | (Santa María Tecomavaca)               |
| 429       | Санта-Мария-Темахкалапа              | (Santa María Temaxcalapa)              |
| 430       | Санта-Мария-Темахкальтепек           | (Santa María Temaxcaltepec)            |
| 431       | Санта-Мария-Теопохко                 | (Santa María Teopoxco)                 |
| 432       | Санта-Мария-Тепантлали               | (Santa María Tepantlali)               |
| 433       | Санта-Мария-Техкатитлан              | (Santa María Texcatitlán)              |
| 434       | Санта-Мария-Тлауитольтепек           | (Santa María Tlahuitoltepec)           |
| 435       | Санта-Мария-Тлалихтак                | (Santa María Tlalixtac)                |
| 436       | Санта-Мария-Тонамека                 | (Santa María Tonameca)                 |
| 437       | Санта-Мария-Тотолапилья              | (Santa María Totolapilla)              |
| 438       | Санта-Мария-Хадани                   | (Santa María Xadani)                   |
| 439       | Санта-Мария-Ялина                    | (Santa María Yalina)                   |
| 440       | Санта-Мария-Явесия                   | (Santa María Yavesia)                  |
| 441       | Санта-Мария-Ёлотепек                 | (Santa María Yolotepec)                |
| 442       | Санта-Мария-Ёсойуа                   | (Santa María Yosoyua)                  |
| 443       | Санта-Мария-Юкуити                   | (Santa María Yucuhiti)                 |
| 444       | Санта-Мария-Сакатепек                | (Santa María Zacatepec)                |
| 445       | Санта-Мария-Саниса                   | (Santa María Zaniza)                   |
| 446       | Санта-Мария-Сокитлан                 | (Santa María Zoquitlán)                |
| 447       | Сантьяго-Амольтепек                  | (Santiago Amoltepec)                   |
| 448       | Сантьяго-Апоала                      | (Santiago Apoala)                      |
| 449       | Сантьяго-Апостоль                    | (Santiago Apóstol)                     |
| 450       | Сантьяго-Астата                      | (Santiago Astata)                      |
| 451       | Сантьяго-Атитлан                     | (Santiago Atitlán)                     |
| 452       | Сантьяго-Айукилилья                  | (Santiago Ayuquililla)                 |
| 453       | Сантьяго-Какалохтепек                | (Santiago Cacaloxtepec)                |
| 454       | Сантьяго-Камотлан                    | (Santiago Camotlán)                    |
| 455       | Сантьяго-Часумба                     | (Santiago Chazumba)                    |
| 456       | Сантьяго-Чоапам                      | (Santiago Choapam)                     |
| 457       | Сантьяго-Комальтепек                 | (Santiago Comaltepec)                  |
| 458       | Сантьяго-дель-Рио                    | (Santiago del Río)                     |
| 459       | Сантьяго-Уахолотитлан                | (Santiago Huajolotitlán)               |
| 460       | Сантьяго-Уауклилья                   | (Santiago Huauclilla)                  |
| 461       | Сантьяго-Июитлан-Плумас              | (Santiago Ihuitlán Plumas)             |
| 462       | Сантьяго-Ихкинтепек                  | (Santiago Ixcuintepec)                 |
| 463       | Сантьяго-Ихтайутла                   | (Santiago Ixtayutla)                   |
| 464       | Сантьяго-Хамильтепек                 | (Santiago Jamiltepec)                  |
| 465       | Сантьяго-Хокотепек                   | (Santiago Jocotepec)                   |
| 466       | Сантьяго-Хухтлауака                  | (Santiago Juxtlahuaca)                 |
| 467       | Сантьяго-Лачигири                    | (Santiago Lachiguiri)                  |
| 468       | Сантьяго-Лалопа                      | (Santiago Lalopa)                      |
| 469       | Сантьяго-Лаольяга                    | (Santiago Laollaga)                    |
| 470       | Сантьяго-Лахопа                      | (Santiago Laxopa)                      |
| 471       | Сантьяго-Льяно-Гранде                | (Santiago Llano Grande)                |
| 472       | Сантьяго-Мататлан                    | (Santiago Matatlan)                    |
| 473       | Сантьяго-Мильтепек                   | (Santiago Miltepec)                    |
| 474       | Сантьяго-Минас                       | (Santiago Minas)                       |
| 475       | Сантьяго-Накальтепек                 | (Santiago Nacaltepec)                  |
| 476       | Сантьяго-Нехапилья                   | (Santiago Nejapilla)                   |
| 477       | Сантьяго-Нильтепек                   | (Santiago Niltepec)                    |
| 478       | Сантьяго-Нундиче                     | (Santiago Nundiche)                    |
| 479       | Сантьяго-Нуйоо-Сантьяго              | (Santiago Nuyoo Santiago)              |
| 480       | Сантьяго-Сучилькитонго               | (Santiago Suchilquitongo)              |
| 481       | Сантьяго-Тамасола                    | (Santiago Tamazola)                    |
| 482       | Сантьяго-Тапестла                    | (Santiago Tapextla)                    |
| 483       | Сантьяго-Тенанго                     | (Santiago Tenango)                     |
| 484       | Сантьяго-Тепетлапа                   | (Santiago Tepetlapa)                   |
| 485       | Сантьяго-Тетепек                     | (Santiago Tetepec)                     |
| 486       | Сантьяго-Техкалькинго                | (Santiago Texcalcingo)                 |
| 487       | Сантьяго-Теститлан                   | (Santiago Textitlán)                   |
| 488       | Сантьяго-Тилантонго                  | (Santiago Tilantongo)                  |
| 489       | Сантьяго-Тильо                       | (Santiago Tillo)                       |
| 490       | Сантьяго-Тласойяльтепек              | (Santiago Tlazoyaltepec)               |
| 491       | Сантьяго-Ханика                      | (Santiago Xanica)                      |
| 492       | Сантьяго-Хиакуи                      | (Santiago Xiacui)                      |
| 493       | Сантьяго-Яитепек                     | (Santiago Yaitepec)                    |
| 494       | Сантьяго-Явео                        | (Santiago Yaveo)                       |
| 495       | Сантьяго-Ёломекатл                   | (Santiago Yolomécatl)                  |
| 496       | Сантьяго-Ёсондуа                     | (Santiago Yosondua)                    |
| 497       | Сантьяго-Юкуйячи                     | (Santiago Yucuyachi)                   |
| 498       | Сантьяго-Сакатепек                   | (Santiago Zacatepec)                   |
| 499       | Сантьяго-Соочила                     | (Santiago Zoochila)                    |
| 500       | Санто-Доминго-Альбаррадас            | (Santo Domingo Albarradas)             |
| 501       | Санто-Доминго-Армента                | (Santo Domingo Armenta)                |
| 502       | Санто-Доминго-Чичитан                | (Santo Domingo Chihuitán)              |
| 503       | Санто-Доминго-де-Морелос             | (Santo Domingo de Morelos)             |
| 504       | Санто-Доминго-Ингенио                | (Santo Domingo Ingenio)                |
| 505       | Санто-Доминго-Ихкатлан               | (Santo Domingo Ixcatlán)               |
| 506       | Санто-Доминго-Нухаа                  | (Santo Domingo Nuxaa)                  |
| 507       | Санто-Доминго-Осолотепек             | (Santo Domingo Ozolotepec)             |
| 508       | Санто-Доминго-Петапа                 | (Santo Domingo Petapa)                 |
| 509       | Санто-Доминго-Роайага                | (Santo Domingo Roayaga)                |
| 510       | Санто-Доминго-Теуантепек             | (Santo Domingo Tehuantepec)            |
| 511       | Санто-Доминго-Теохомулько            | (Santo Domingo Teojomulco)             |
| 512       | Санто-Доминго-Тепухтепек             | (Santo Domingo Tepuxtepec)             |
| 513       | Санто-Доминго-Тлатайяпам             | (Santo Domingo Tlatayapam)             |
| 514       | Санто-Доминго-Томальтепек            | (Santo Domingo Tomaltepec)             |
| 515       | Санто-Доминго-Тонала                 | (Santo Domingo Tonalá)                 |
| 516       | Санто-Доминго-Тональтепек            | (Santo Domingo Tonaltepec)             |
| 517       | Санто-Доминго-Хагасия                | (Santo Domingo Xagacia)                |
| 518       | Санто-Доминго-Януитлан               | (Santo Domingo Yanhuitlán)             |
| 519       | Санто-Доминго-Ёдоино                 | (Santo Domingo Yodohino)               |
| 520       | Санто-Доминго-Санатепек              | (Santo Domingo Zanatepec)              |
| 521       | Сантос-Рейес-Нопала                  | (Santos Reyes Nopala)                  |
| 522       | Сантос-Рейес-Папало                  | (Santos Reyes Pápalo)                  |
| 523       | Сантос-Рейес-Тепехильо               | (Santos Reyes Tepejillo)               |
| 524       | Сантос-Рейес-Юкуна                   | (Santos Reyes Yucuna)                  |
| 525       | Санто-Томас-Халиеса                  | (Santo Tomás Jalieza)                  |
| 526       | Санто-Томас-Масальтепек              | (Santo Tomás Mazaltepec)               |
| 527       | Санто-Томас-Окотепек                 | (Santo Tomás Ocotepec)                 |
| 528       | Санто-Томас-Тамасулапан              | (Santo Tomás Tamazulapan)              |
| 529       | Сан-Висенте-Коатлан                  | (San Vicente Coatlán)                  |
| 530       | Сан-Висенте-Лачисио                  | (San Vicente Lachixio)                 |
| 531       | Сан-Висенте-Нунью                    | (San Vicente Nuñu)                     |
| 532       | Силакайёапам                         | (Silacayoapam)                         |
| 533       | Ситио-де-Хитлапеуа                   | (Sitio de Xitlapehua)                  |
| 534       | Соледад-Этла                         | (Soledad Etla)                         |
| 535       | Тамасулапам-дель-Эспириту-Санто      | (Tamazulapam del Espíritu Santo)       |
| 536       | Тамасулапам-дель-Прогресо            | (Tamazulapam del Progreso)             |
| 537       | Танеце-де-Сарагоса                   | (Tanetze de Zaragoza)                  |
| 538       | Таниче                               | (Taniche)                              |
| 539       | Татальтепек-де-Валдес                | (Tataltepec de Valdés)                 |
| 540       | Теококилько-де-Маркос-Перес          | (Teococuilco de Marcos Pérez)          |
| 541       | Теотитлан-де-Флорес-Магон            | (Teotitlán de Flores Magón)            |
| 542       | Теотитлан-дель-Валье                 | (Teotitlán del Valle)                  |
| 543       | Теотонго                             | (Teotongo)                             |
| 544       | Тепельмеме-Вилья-де-Морелос          | (Tepelmeme Villa de Morelos)           |
| 545       | Тесоатлан-де-Сегура-и-Луна           | (Tezoatlán de Segura y Luna)           |
| 546       | Тлаколула-де-Матаморос               | (Tlacolula de Matamoros)               |
| 547       | Тлакотепек-Плумас                    | (Tlacotepec Plumas)                    |
| 548       | Тлалистак-де-Кабрера                 | (Tlalixtac de Cabrera)                 |
| 549       | Тлахиако                             | (Tlaxiaco)                             |
| 550       | Тотонтепек-Вилья-де-Морелос          | (Totontepec Villa de Morelos)          |
| 551       | Тринидад-Саачила                     | (Trinidad Zaachila)                    |
| 552       | Унион-Идальго                        | (Unión Hidalgo)                        |
| 553       | Валерио-Трухано-Сан-Хуан             | (Valerio Trujano San Juan)             |
| 554       | Вилья-де-Этла                        | (Villa de Etla)                        |
| 555       | Вилья-де-Тутутепек-де-Мельчор-Окампо | (Villa de Tututepec de Melchor Ocampo) |
| 556       | Вилья-де-Саачила                     | (Villa de Zaachila)                    |
| 557       | Вилья-де-Сарагоса                    | (Villa de Zaragoza)                    |
| 558       | Вилья-Диас-Ордас                     | (Villa Díaz Ordaz)                     |
| 559       | Вилья-Идальго                        | (Villa Hidalgo)                        |
| 560       | Вилья-Сола-де-Вега                   | (Villa Sola de Vega)                   |
| 561       | Вилья-Талеа-де-Кастро                | (Villa Talea de Castro)                |
| 562       | Вилья-Техупам-де-ла-Унион            | (Villa Tejupam de la Unión)            |
| 563       | Яхе-Магдалена                        | (Yaxe Magdalena)                       |
| 564       | Ёдоконо-де-Порфирио-Диас             | (Yodocono de Porfirio Díaz)            |
| 565       | Ёгана                                | (Yogana)                               |
| 566       | Ютандучи-де-Герреро                  | (Yutanduchi de Guerrero)               |
| 567       | Сапотитлан-дель-Рио                  | (Zapotitlán del Río)                   |
| 568       | Сапотитлан-Лагунас                   | (Zapotitlán Lagunas)                   |
| 569       | Сапотитлан-Пальмас                   | (Zapotitlán Palmas)                    |
| 570       | Симатлан-де-Альварес                 | (Zimatlán de Alvarez)                  |

## Экономика

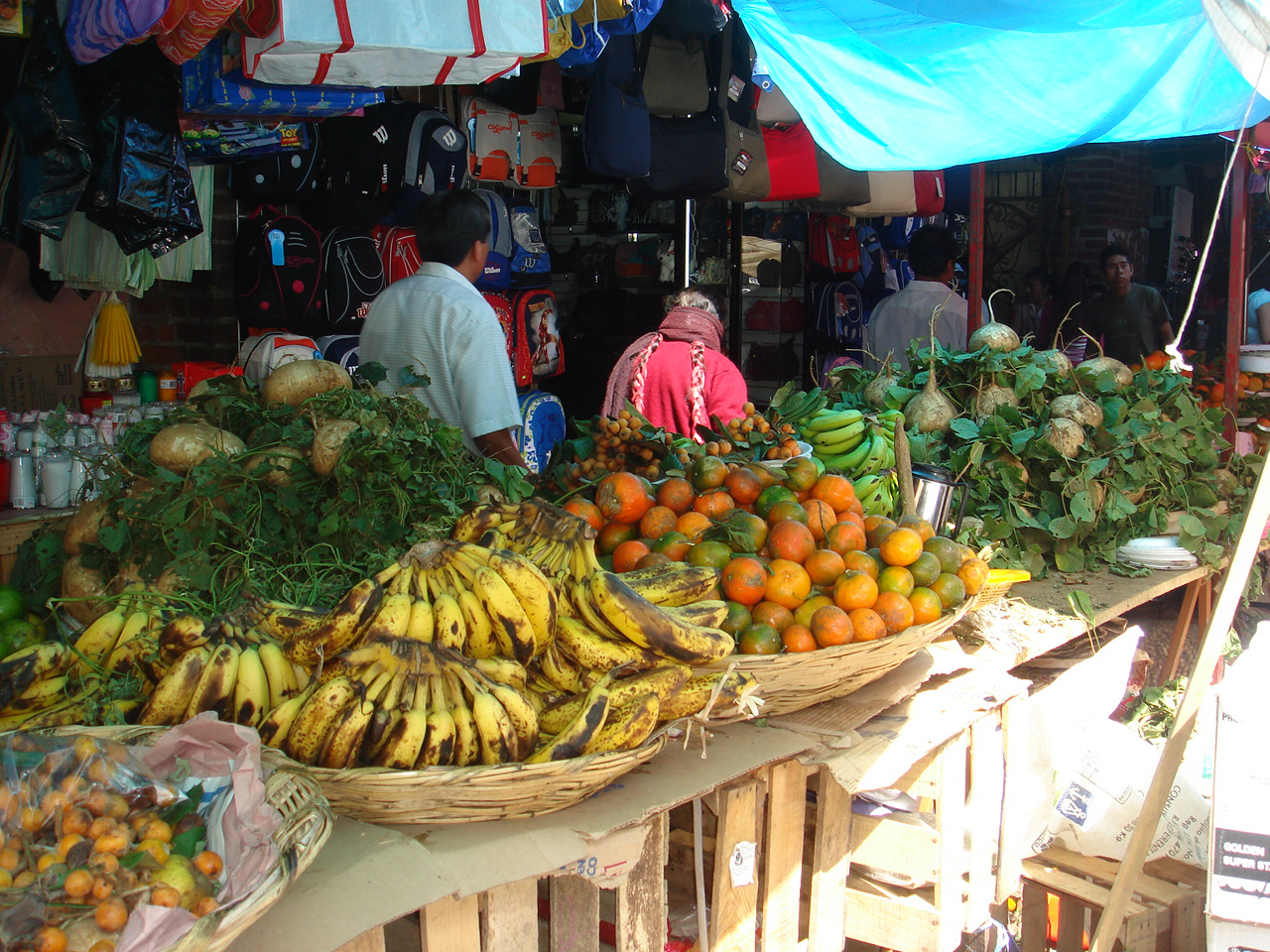
Рынок в городе Оахака

Основу экономики штата, а особенно его внутренних районов, составляет сельское хозяйство. При этом из-за горной местности пригодные для ведения сельского хозяйства земли составляют лишь 9 % площади Оахаки. Из-за сильного различия в климате на сравнительно небольшой территории здесь могут расти большое количество культур. Штат является вторым в стране производителем зерна и агавы, третьим в Мексике производителем ананасов, манго и сахарного тростника. Оахака — второй в стране производитель козьего мяса, что составляет 10 % от всего количества по стране. Такие культуры как кукуруза и фасоль идут главным образом на внутренний рынок штата для удовлетворения потребностей местного населения.
Важное место в экономике занимает и горная промышленность. Ведётся добыча таких полезных ископаемых, как уголь, мел, соль, нефть, известь, мрамор, графит, титан, золото и серебро. Большое значение приобретает туризм, однако этот сектор сконцентрирован вдоль побережья и в столице.

## Герб
Герб представляет собой овальный трёхчастный щит с белой каймой. В первой части в золотом поле представлено стилизованное изображение профиля индейца, на носу которого расположены плоды и цветы растения huaje. Эта композиция, выполненная в традиционном индейском стиле, означает происхождение названия штата Оахака, которое, в свою очередь, произошло из местного произношения Huaxyacac («нос / веточка мимозы»). В пятнадцатом веке ацтеки создали поселение в долине Уашьякак, которое на их языке означает «на кончике носа уахе / мимозы». Во второй части в лазоревом поле изображён дворец Митла, найденный в результате археологических раскопок — символ истории сапотеков и миштеков. Справа от изображения дворца — крест монахов доминиканцев, которые в испанское время немало сделали для колонизации этого региона испанцами. В третьей, нижней, части щита, в красном поле — изображение рук, разрывающих цепи, как символ конца порабощения и долгожданной свободы. На кайме щита начертаны слова девиза штата El Respeto al Derecho Ajeno es la Paz («Уважение прав других это мир») — слова президента Б. Хуареса. Каждое слово отделено друг от друга стилизованным изображением нопалей — разновидности местного кактуса — прежнего богатства области. Окружают щит семь золотых пятиконечных звёзд, символизирующие семь основных регионов штата — la Cañada, los Valles Centrales, la Mixteca, la Sierra Norte, la Sierra Sur, la Costa, el Istmo и la Cuenca del Papaloapan. Внизу — белая лента, на которой написано официальное название штата. Всё это изображение покоится на щите из красной льняной ткани. Венчает композицию государственный герб Мексики. Дизайн герба штата был разработан А. Кансеко (Don Alfredo Canseco Feraud), который выиграл конкурс, организованный губернатором Э. Васконселосом (Eduardo Vasconcelos) и принят в период его правления в 1947—1950. Штат Оахака не имеет официально утверждённого флага. Часто используется белое полотнище с изображением герба в центре.

## Известные оахаканцы
Президент Бенито Хуарес родился в деревне Сан-Пабло-Гелатао. Кроме того, в Оахаке родились Руфино Тамайо, Порфирио Диас, Хосе Васконселос, Франсиско Толедо, Мария Сабина, Х. Альберто Диас Кансеко, игрок MLB Винисио Кастилия, инженер-химик Марко Рито-Паломарес и другие писатели, художники и политики.